# Rote Armee Fraktion

Logo der RAF: eine Maschinenpistole HK MP5 vor einem Roten Stern

Die Rote Armee Fraktion (RAF) war eine linksextremistische terroristische Vereinigung in der Bundesrepublik Deutschland. Sie war verantwortlich für 33 Morde an Führungskräften aus Politik, Wirtschaft und Verwaltung, deren Fahrern, an Polizisten, Zollbeamten und amerikanischen Soldaten sowie für die Schleyer-Entführung, die Geiselnahme von Stockholm und mehrere Sprengstoffattentate mit über 200 Verletzten.
Die RAF, in ihrem Selbstverständnis eine kommunistische, antiimperialistische Stadtguerilla nach südamerikanischem Vorbild ähnlich den Tupamaros in Uruguay, wurde 1970 von Andreas Baader, Gudrun Ensslin, Horst Mahler, Ulrike Meinhof und weiteren Personen gegründet. 1998 erklärte sie ihre Selbstauflösung.
Eine als „Offensive 77“ bezeichnete Serie von Anschlägen im September und Oktober 1977, die dazu dienen sollte, inhaftierte RAF-Mitglieder der ersten Generation freizupressen, führte in eine als Deutscher Herbst bezeichnete Krise der Bundesrepublik Deutschland. Sie endete mit den Suiziden der inhaftierten Anführer der ersten Generation der RAF in der JVA Stuttgart in der sogenannten Todesnacht von Stammheim.
Diverse Anschläge der späten RAF, darunter neun Morde, sind bis heute nicht aufgeklärt. 1991 verübte die RAF ihren letzten Mord, 1993 den letzten Anschlag. Im Juni 2011 wurde das letzte RAF-Mitglied aus der Haft entlassen. 2024 wurde Daniela Klette nach jahrzehntelanger Fahndung gefasst und sitzt derzeit in Untersuchungshaft. Nach zwei ehemaligen Angehörigen wird bis heute gefahndet.
Die Auseinandersetzung mit der RAF hatte erhebliche gesellschaftspolitische Folgen. Sie führte zur Entwicklung der negativen Rasterfahndung und der Verabschiedung einer Reihe von Anti-Terror-Gesetzen durch den Deutschen Bundestag. Die Ereignisse sind Grundlage einer Vielzahl von Sachbüchern, Fernsehdokumentationen, Spielfilmen, Theaterstücken und Romanen, erschienen im In- und Ausland.

## Überblick
Die RAF wurde anfangs als Baader-Meinhof-Bande oder als Baader-Meinhof-Gruppe bezeichnet. Gebräuchlich ist seit etwa Mitte der 1970er Jahre ihr selbst gewählter, auf die sowjetische Rote Armee bezogener Name „Rote Armee Fraktion“. Neben der Aussprache der Abkürzung als [ɛʁ aː ɛf] hört man auch die gebundene Sprechweise [ʁaːf].
Es lassen sich drei Generationen unterscheiden, zwischen denen keine oder nur geringe personelle Kontinuität vorhanden war. Diese unterscheiden sich zudem durch Organisationsstrukturen und Veränderungen in Theorie und Praxis. Gleichwohl stellt das Generationenmodell eine Vereinfachung dar.
Die Anzahl der im Untergrund aktiven Mitglieder des sogenannten harten Kerns aller drei Generationen betrug in den 1970er bis in die 1990er Jahre zusammengefasst etwa 60 bis 80 Personen. Wegen Unterstützung der RAF wurden im gesamten Zeitraum 914 Personen verurteilt, wegen Mitgliedschaft 517.
Bei ihren terroristischen Anschlägen oder Geiselnahmen ermordeten RAF-Mitglieder 33 Menschen, mehr als 200 erlitten Verletzungen. Ein Schusswechsel, der 1979 in Zürich zwischen Polizisten und Angehörigen der RAF stattfand, endete für die Passantin Edith Kletzhändler tödlich. Im Nachhinein war nicht zu klären, ob das tödliche Projektil von der Polizei oder der RAF stammte. Aus diesem Grund wird Kletzhändler häufig als 34. Opfer der RAF gezählt. Außerdem starben in der Zeit ihres Bestehens 27 Mitglieder und Sympathisanten der RAF. Davon wurden zwölf erschossen, fünf starben bei Explosionen, sieben durch Suizid, eins starb an den Folgen eines Tumors und zwei kamen bei einem Verkehrsunfall ums Leben. Vier unbeteiligte Personen erschoss die Polizei irrtümlich bei Festnahmeversuchen.
Der Spiegel schätzte 2007 den Wert der durch Anschläge der RAF verursachten Sachschäden auf umgerechnet 250 Millionen Euro. Die 1974 bis 1977 in Reaktion auf die RAF-Verbrechen verabschiedeten Gesetze griffen in die Persönlichkeitsrechte aller Bundesbürger ein und sind bis heute in Kraft.
26 RAF-Mitglieder wurden zu lebenslanger Haft verurteilt. Anlässlich von Begnadigungsgesuchen kam es in der deutschen Öffentlichkeit regelmäßig zu teils hitzigen Debatten über den Umgang mit den ehemaligen Terroristen. Im Juni 2011 wurde mit Birgit Hogefeld das letzte ehemalige Mitglied aus der Haft entlassen.
Nach zwei ehemaligen Mitgliedern wird bis heute gefahndet: Burkhard Garweg und Ernst-Volker Staub. Bei drei weiteren ist der Verbleib ungeklärt: Ingeborg Barz und Angela Luther gelten seit 1972, Friederike Krabbe seit 2003 als vermisst. Die Haftbefehle wurden aufgehoben. Daniela Klette wurde im Februar 2024 in Berlin-Kreuzberg gefasst.

## Vorgeschichte

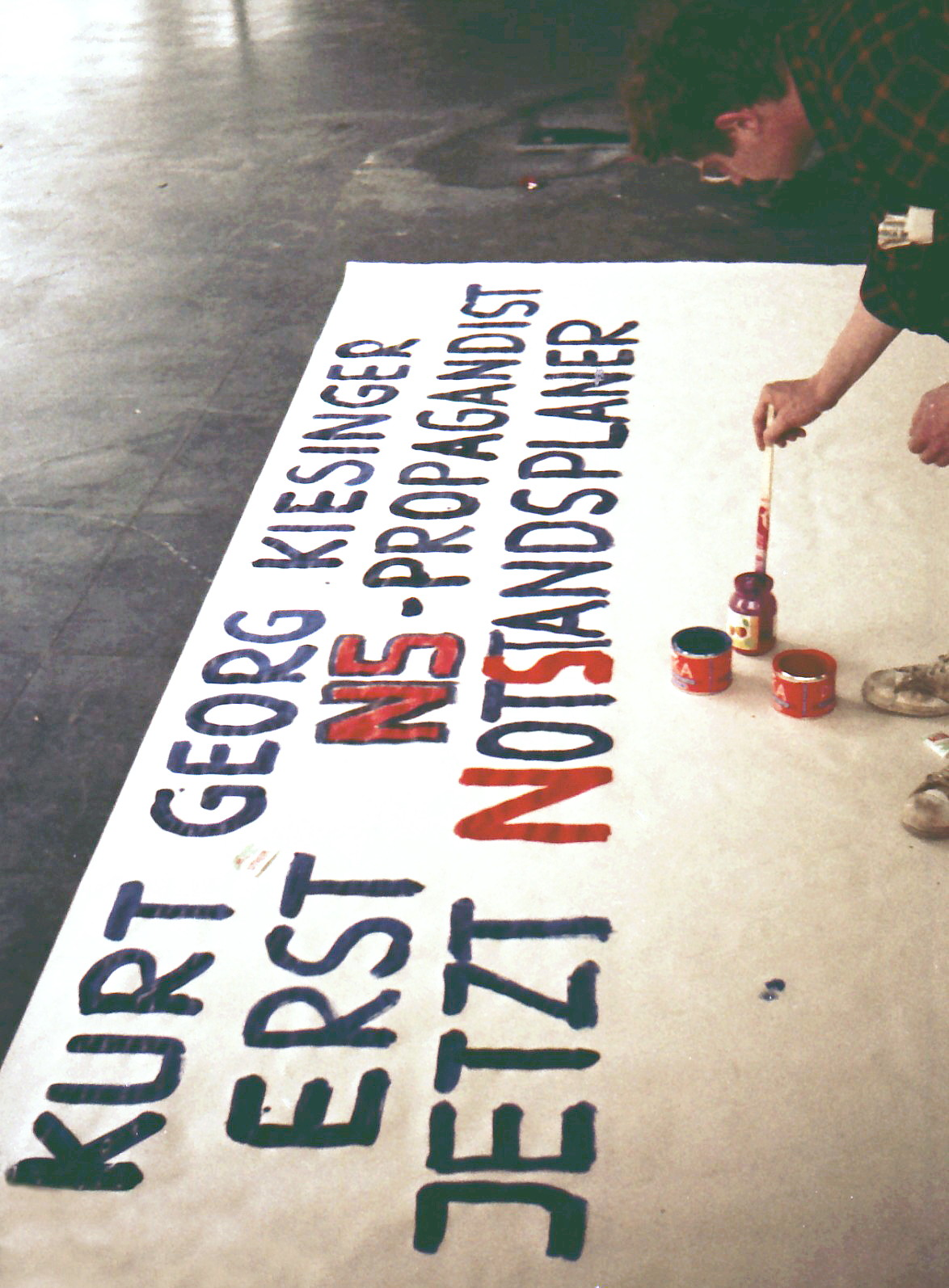
Die NS-Vergangenheit des Bundeskanzlers Kurt Georg Kiesinger und die Verabschiedung der Notstandsgesetze führten 1968 zu Protesten.

In den 1960er Jahren wuchs in der Bundesrepublik eine Generation heran, die das Verhalten ihrer Eltern während des Nationalsozialismus kritisch betrachtete. Viele stellten darüber hinaus den Kapitalismus, die parlamentarische Demokratie und bürgerliche Lebensformen grundlegend in Frage. Verstärkt durch die US-amerikanische Bürgerrechtsbewegung und den Vietnamkrieg entstand in Teilen der Gesellschaft eine ablehnende Haltung gegenüber der Politik der Vereinigten Staaten. In den großen Universitätsstädten Westeuropas kam es zu Demonstrationen der Studenten gegen die US-amerikanische Politik, bei denen oft auch andere Themen zur Sprache kamen.
Die Westdeutsche Studentenbewegung der 1960er Jahre hatte prägenden Einfluss auf die RAF. Mit ihr entstand die außerparlamentarische Opposition (APO). Ein wesentlicher Teil der Kritik der APO richtete sich gegen die Notstandsgesetze, die am 30. Mai 1968 von der ersten Großen Koalition im Deutschen Bundestag verabschiedet wurden und dem Grundgesetz eine Notstandsverfassung hinzufügten. Teils massive Proteste waren von beiden großen Parteien zurückgewiesen worden und konnten die Verabschiedung nicht verhindern. Zusätzlich polarisierte die Vergangenheit des Bundeskanzlers Kurt Georg Kiesinger, der zur Zeit des Nationalsozialismus NSDAP-Mitglied und Mitarbeiter des Auswärtigen Amtes gewesen war. Es kam zur Aktion von Beate Klarsfeld, die Kiesinger am 7. November 1968 auf dem CDU-Parteitag in Berlin vor laufenden Fernsehkameras ohrfeigte und einen „Nazi“ nannte.
Als bei der Demonstration am 2. Juni 1967 in West-Berlin gegen den Schah von Persien, Mohammad Reza Pahlavi, der Student Benno Ohnesorg vom Polizisten Karl-Heinz Kurras erschossen wurde, stellte dies einen Wendepunkt dar. Vertuschungsversuche der Behörden nach dem Vorfall trugen zur weiteren Eskalation der bereits angespannten Situation bei. Am 11. April 1968 folgte das Attentat auf einen der Wortführer der Bewegung, Rudi Dutschke, das dieser schwerverletzt nur knapp überlebte. Ab 1969 begann die APO jedoch in viele, teils heftig zerstrittene Gruppen zu zerfallen. Die stärker politisierten Jugendlichen nahmen das Ende der Bewegung als Niederlage wahr und versuchten ihre politischen Ideale auf anderen Wegen zu verwirklichen. Viele wurden Mitglieder der Sozialdemokratischen Partei Deutschlands (SPD) oder versuchten auf anderen Wegen den Marsch durch die Institutionen.
Aus der Protestbewegung heraus entwickelte sich in den Folgejahren aber auch ein militanter Teil, aus dem sich die erste Generation der RAF und später die Bewegung 2. Juni (1972), die Revolutionären Zellen (1973) und die Rote Zora (spätestens 1977) entwickelten. Die RAF verstand sich als Teil des internationalen Antiimperialismus und war der Ansicht, dass der „bewaffnete Kampf“ gegen den sogenannten „US-Imperialismus“ auch in Westeuropa geführt werden müsse. Ihre Operationen orientierten sich taktisch in den ersten Jahren an denen der Guerilla in Südamerika. In Teilen der ehemaligen Studentenbewegung, den K-Gruppen und aus anderen Kreisen der Bevölkerung gab es zunächst Sympathien für die Gruppe. Dies äußerte sich etwa in Unterstützungsaktionen und einer weitverzweigten, halblegalen Unterstützer-Logistik, vor allem durch die Rote Hilfe. Auch die Liste prominenter Verteidiger der ersten Generation ist ein Indiz dafür. Die zweite Generation hatte aufgrund ihrer Radikalität diese Basis größtenteils verloren und operierte noch entfernter von der gesellschaftspolitischen Entwicklung in der Bundesrepublik.

## Geschichte

### Brandanschläge 1968

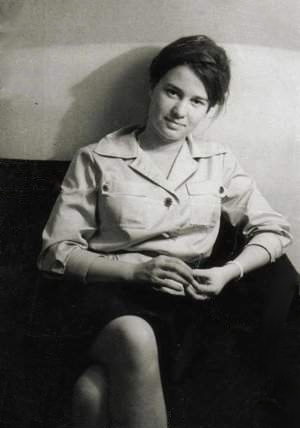
Ulrike Meinhof als junge Journalistin 1964. Sie gründete 1970 mit Andreas Baader, Gudrun Ensslin und Horst Mahler die RAF.

Nach den in der Studentenbewegung geführten Strategiediskussionen um die Legitimation von „Gewalt gegen Sachen“ hatten Andreas Baader, Gudrun Ensslin, Thorwald Proll und Horst Söhnlein am 2. April 1968 mit Hilfe von Zeitzündern Brände in zwei Frankfurter Kaufhäusern gelegt, um gegen den Vietnamkrieg zu protestieren. Die Brände verursachten einen Schaden von 673.204 DM. Die Brandstifter wurden am 4. April gefasst und in der Folge zu je drei Jahren Zuchthaus verurteilt. Während des Prozesses gegen die vier Brandstifter kam die spätere Führungsebene der ersten RAF-Generation direkt zusammen. Horst Mahler vertrat die Angeklagten als Rechtsanwalt und Ulrike Meinhof nahm als Kolumnistin der Zeitschrift konkret als Reporterin an dem Prozess teil.
Nachdem die Verurteilten Revision beim Bundesgerichtshof beantragt hatten, kamen sie zunächst auf freien Fuß. Nach Ablehnung des Antrags tauchten Baader und Ensslin unter und beschlossen zusammen mit ihrem Anwalt Mahler die Gründung einer Stadtguerilla nach lateinamerikanischem Vorbild.
Dieser Plan wurde jedoch zunächst durch die Verhaftung Baaders, des führenden Mitglieds der Gruppe, durchkreuzt. Die Polizei hatte ihn nach einem Hinweis des Verfassungsschutz-V-Manns Peter Urbach bei einer fingierten Verkehrskontrolle festgenommen. Urbach, der den Spitznamen „S-Bahn-Peter“ trug, war damals ein wichtiger Anbieter und Lieferant von Waffen und Bomben für Personen der linken Berliner Szene, dessen Dienste auch Baader und Mahler in Anspruch nahmen. Welche Rolle er genau bei der Entstehung der RAF spielte, konnte bis heute nicht vollständig geklärt werden. Mahler will seine erste Pistole, eine Browning des Kalibers 9 mm samt Munition, von ihm bekommen haben.

### Erste Generation

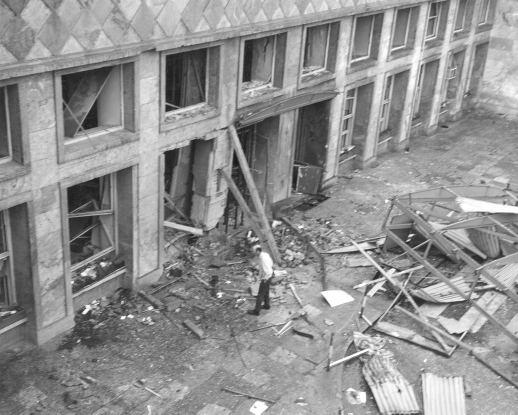
Bombenanschlag auf den Terrace Club hinter dem Hauptquartier des V. US-Korps in Frankfurt am Main im Mai 1972

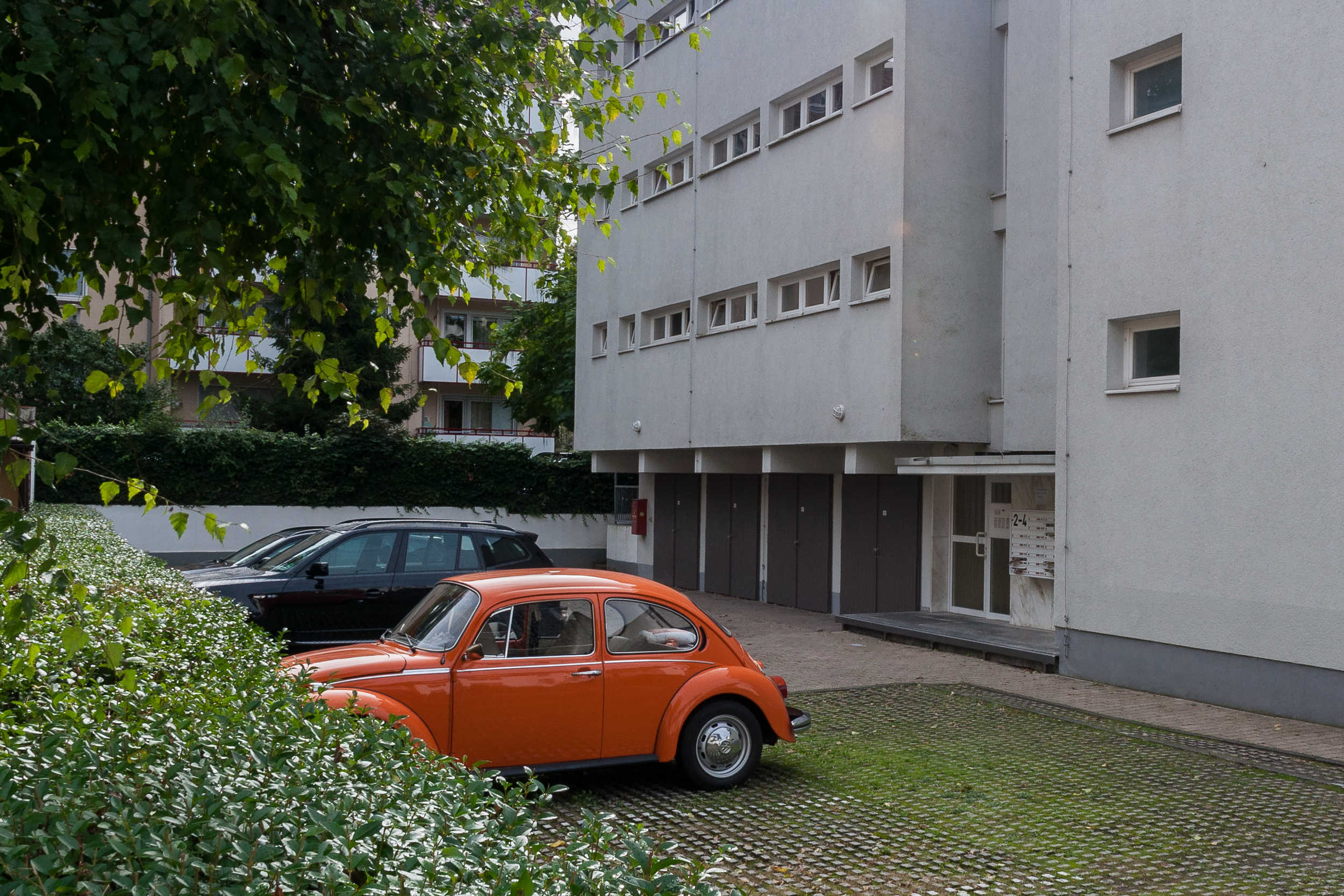
Die Festnahme von Baader, Raspe und Meins am 1. Juni 1972 erfolgte vor diesem Apartmenthaus im Hofeckweg 2–4 in Frankfurt am Main. Es kam zu einem Schusswechsel, bei dem Polizisten über 300 Schüsse abgaben.

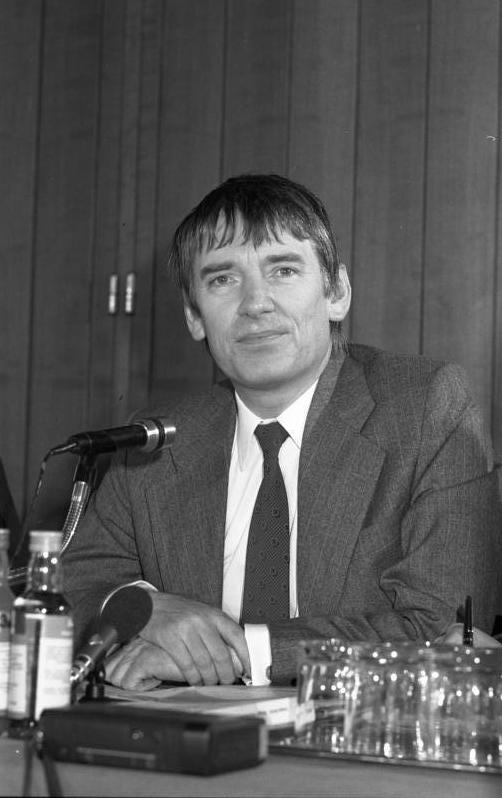
Der spätere Bundesinnenminister Otto Schily, hier 1983 in Bonn, war im Stammheim-Prozess 1975 bis 1977 Verteidiger von Gudrun Ensslin.

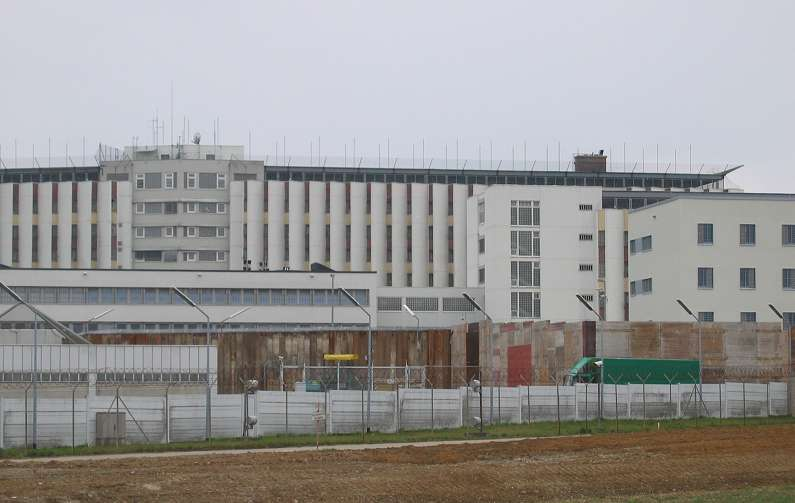
JVA Stuttgart-Stammheim. Aufnahme aus dem Jahr 2004

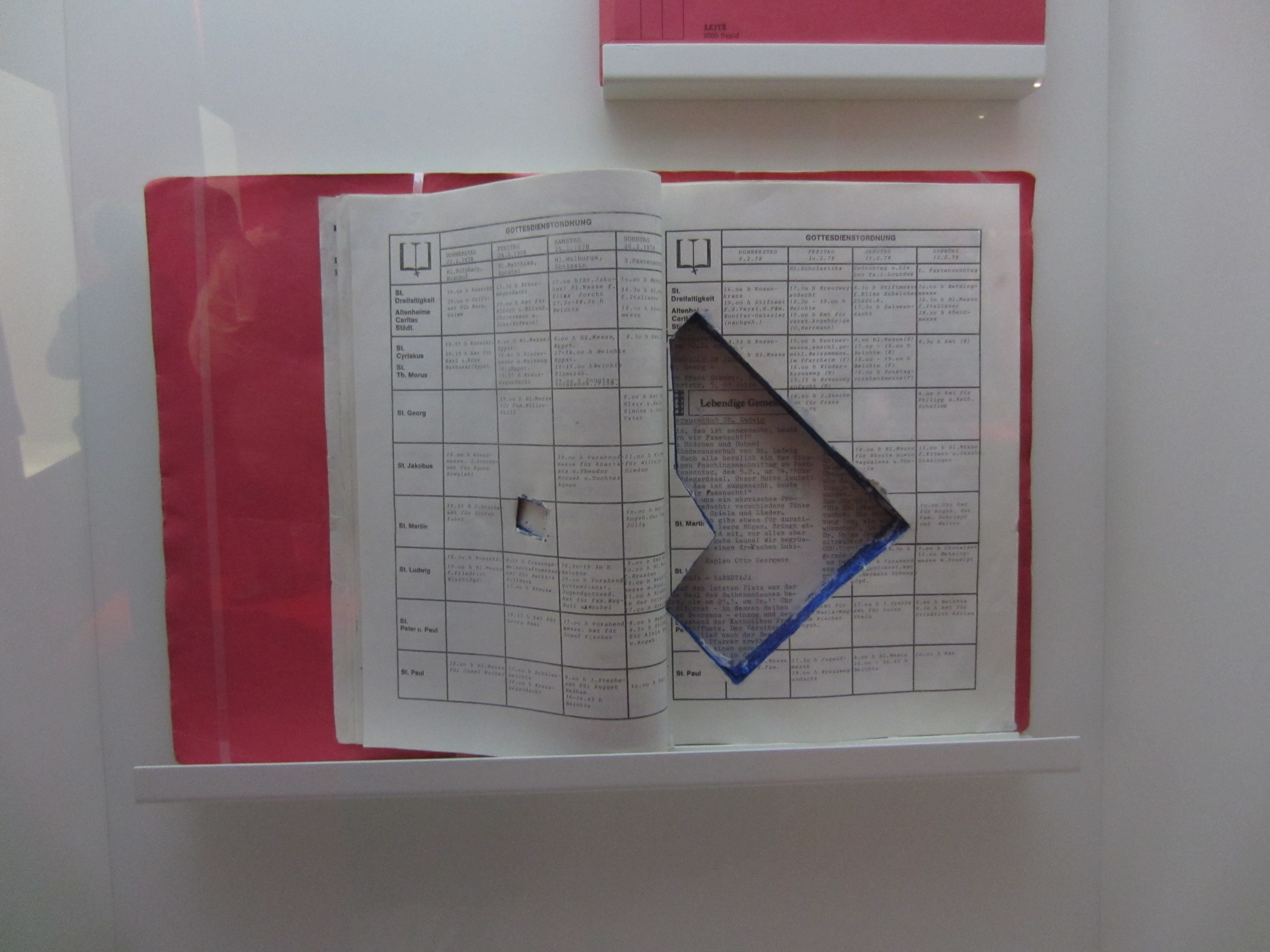
In einem solchen Versteck in den Akten schmuggelten Anwälte drei Schusswaffen in den Hochsicherheitstrakt der JVA.

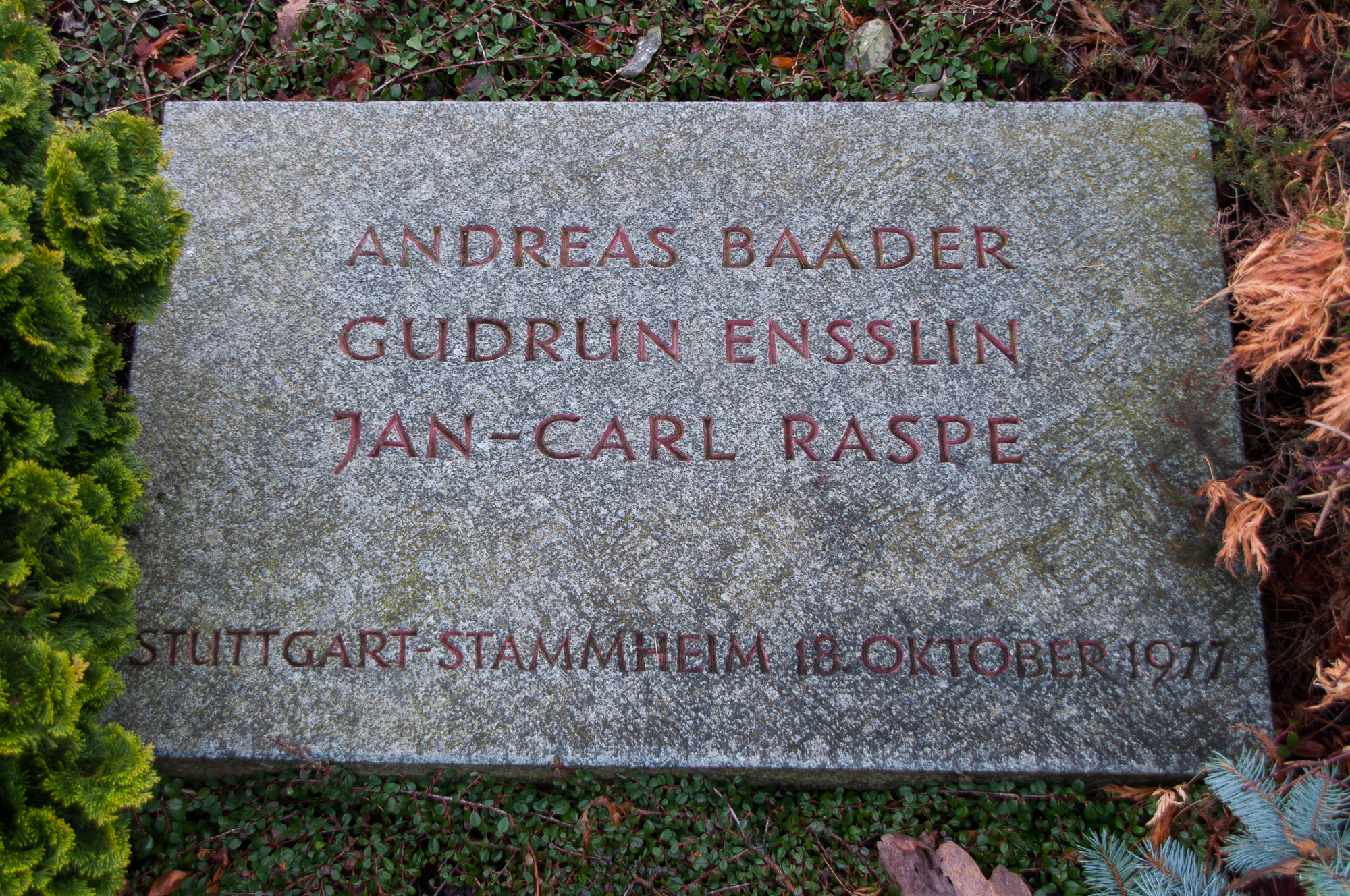
Grabstätte von Andreas Baader, Gudrun Ensslin und Jan-Carl Raspe auf dem Dornhaldenfriedhof in Stuttgart

Eine formelle Gründung der RAF gab es nicht. Als erste Aktion – und damit Geburtsstunde der RAF – gilt die Baader-Befreiung am 14. Mai 1970. Andreas Baader war in das Deutsche Zentralinstitut für Soziale Fragen in Berlin ausgeführt worden, weil die Journalistin Ulrike Meinhof als Vorwand angegeben hatte, mit ihm ein Buch über Heimzöglinge verfassen zu wollen. Bei dieser Gelegenheit wurde er unter Anwendung von Waffengewalt befreit und der Institutsangestellte Georg Linke durch einen Schuss schwer verletzt. Nach späteren Aussagen, insbesondere der Tatbeteiligten Astrid Proll und Monika Berberich, war von den Befreiern ein anderer Ablauf geplant. Ulrike Meinhof sollte nicht mit den Tätern fliehen und in die Illegalität gehen, sondern am Tatort zurückbleiben. Nachdem es zu der nicht eingeplanten Schießerei mit einem Schwerverletzten gekommen war, schloss sich Meinhof diesen Angaben nach spontan den Flüchtenden an.
Nach der Befreiung Baaders begann das Bundeskriminalamt (BKA) nach der Baader-Meinhof-Gruppe, zu der es anfangs etwa 20 Personen zählte, zu fahnden und nicht mehr nur nach Einzelpersonen.
Am 5. Juni 1970 erschien in der Zeitschrift Agit 883 als erste öffentliche programmatische Erklärung der Gruppe der Text „Die Rote Armee aufbauen!“ Am 15. Juni 1970 erschien im Spiegel ein Interview, das die Journalistin Michèle Ray mit den Untergetauchten geführt hatte, in welchem diese die gewaltsame Baader-Befreiung rechtfertigen und ein weiteres Mal die Gründung der Gruppe verkünden.
Von Juni bis August 1970 hielten sich Andreas Baader, Gudrun Ensslin, Ulrike Meinhof, Horst Mahler, Peter Homann, Brigitte Asdonk und etwa ein Dutzend weitere Personen in einem Camp der palästinensischen Fatah in Jordanien auf und erhielten dort eine Grundausbildung in Waffenkunde, Schießen, waffenlosem Kampf, Handgranatenwurf, Sprengstoffherstellung und Kampftaktik. Dies befähigte die Gruppe dazu, ihre Aktionen in der Bundesrepublik zu organisieren und stellte einen Meilenstein in der Entwicklung des Terrorismus dar, da erstmals eine Terrorgruppe eine andere mit abweichenden Zielen und abweichender Nationalität ausgebildet hatte.
In der Aufbauphase zog die Baader-Meinhof-Gruppe die Aufmerksamkeit des Staates zunächst durch mehrere Banküberfälle, Fahrzeug- und Dokumentendiebstähle auf sich, die vor allem das Ziel hatten, das Leben im Untergrund aufrechtzuerhalten. So wurden beispielsweise am 29. September 1970 beim sogenannten „Dreierschlag“ mit mindestens 16 Tatbeteiligten in Berlin drei Banken gleichzeitig überfallen und dabei über 209.000 DM erbeutet. (Laut anderen Quellen lagen nur zwei Überfälle in der Verantwortung der Gruppe.) Am 9. Oktober 1970 nahm die Polizei Horst Mahler, Irene Goergens, Ingrid Schubert, Brigitte Asdonk und Monika Berberich in der Knesebeckstraße 89 in Berlin wegen der Überfälle fest.
Im April 1971 trat die RAF mit dem Strategiepapier „Das Konzept Stadtguerilla“ an die Öffentlichkeit. In ihm bezeichnet sich die Gruppe erstmals als Rote Armee Fraktion und verwendet das Symbol des roten Sterns mit Maschinenpistole. Kurz darauf wurde die Fahndung nach der Gruppe, die sich bisher auf West-Berlin konzentriert hatte, auf das gesamte Bundesgebiet ausgeweitet und intensiviert. Es kamen Fahndungsplakate zum Einsatz, die in jeder Polizeidienststelle öffentlich aushingen.
Die Mitglieder der RAF reagierten, wie in den Schriften angekündigt, bei Festnahmeversuchen mit bewaffnetem Widerstand. Schon bald kam es zu Todesopfern auf beiden Seiten. Das RAF-Mitglied Petra Schelm wurde am 15. Juli 1971 erschossen, die Polizisten Norbert Schmid und Herbert Schoner am 22. Oktober und 22. Dezember desselben Jahres. Am 1. März 1972 kam erstmals ein Unbeteiligter ums Leben. Polizisten erschossen den siebzehnjährigen Lehrling Richard Epple, nachdem dieser vor einer Verkehrskontrolle geflohen war. Der Beamte sagte später, er habe ihn für einen Angehörigen der RAF gehalten.
1972 startete die RAF ihre sogenannte Mai-Offensive. Bei sechs Bombenanschlägen kamen vier Menschen ums Leben, über 70 wurden verletzt. Am 11. Mai 1972 verübten Baader, Ensslin und andere einen Bombenanschlag auf das Hauptquartier des V. Korps der amerikanischen Streitkräfte in Frankfurt am Main. Dabei kam Oberstleutnant Paul A. Bloomquist ums Leben, außerdem gab es dreizehn Verletzte. Am 12. Mai 1972 kam es zu Anschlägen auf Einrichtungen der Polizei in Augsburg und München, bei denen 17 Menschen zum Teil schwere Verletzungen erlitten. Am 15. Mai 1972 explodierte eine am Auto des Ermittlungsrichters am Bundesgerichtshof Wolfgang Buddenberg angebrachte Bombe, als seine Ehefrau den Wagen startete. Sie wurde schwer verletzt. Am 19. Mai 1972 verübte das „Kommando 2. Juni“ einen Bombenanschlag auf das Verlagsgebäude der Axel-Springer-AG in Hamburg. Von fünf im Gebäude deponierten Sprengsätzen explodierten vier und verletzten 38 Menschen zum Teil schwer. Am 24. Mai gab es einen Sprengstoffanschlag auf das Hauptquartier der 7. US-Armee in Heidelberg. Es waren zwei Fahrzeuge mit insgesamt 120 Kilogramm Sprengstoff auf dem Gelände abgestellt worden. Drei amerikanische Soldaten kamen ums Leben, fünf weitere Menschen wurden schwer verletzt.
Nach dieser Anschlagsserie verstärkte das Bundeskriminalamt die Fahndung nach den Tätern nochmals erheblich. Am 31. Mai 1972 kam es zur sogenannten „Aktion Wasserschlag“ – tausende Polizisten und Zollbeamte errichteten zeitgleich Straßensperren an nahezu allen Bundesstraßen und Autobahnauffahrten, was ein Verkehrschaos anrichtete und zunächst nicht zu Verhaftungen führte. Am darauffolgenden Tag konnten Baader, Raspe und Holger Meins jedoch gestellt werden, als sie aus einer Garage in Frankfurt am Main Fahrzeuge abholen wollten. Nachdem Raspe festgenommen worden war, verschanzten sich Baader und Meins über zwei Stunden lang in der Garage, bis es zu einem Schusswechsel kam, bei dem die Polizei über 300 Schüsse abfeuerte. Meins blieb unverletzt und stellte sich, wie gefordert nur mit Unterhose bekleidet, der Polizei. Baader wurde angeschossen und festgenommen.
Ensslin konnte eine Woche später in Hamburg festgenommen werden, nachdem einer Verkäuferin eine Schusswaffe in deren Handtasche aufgefallen war. Ulrike Meinhof ging der Polizei wenige Tage danach in Langenhagen bei Hannover ins Netz, nachdem der Lehrer Fritz Rodewald sie erst in seiner Wohnung aufgenommen, dann aber die Polizei informiert hatte. Somit war Ende Juni 1972 die gesamte Führungsriege der ersten RAF-Generation in Haft.
Im Gefängnis bezeichneten die Terroristen ihre Haftbedingungen als „Isolationsfolter“ oder „Vernichtungshaft“ und forderten unter anderem deren Aufhebung und den Status von Kriegsgefangenen. Zur Untermauerung ihrer Forderungen traten sie insgesamt zehn Mal in den Hungerstreik, an dessen Folgen Holger Meins am 9. November 1974 in der JVA Wittlich starb. Meins’ „Märtyrertod“ wurde als scheinbarer Beweis der staatlichen „Vernichtungshaft“ zu einem zentralen Element der Kommunikationsstrategie der RAF. Nach dem Tod von Meins versammelten sich in Berlin trotz eines Demonstrationsverbots mehr als 5000 Menschen. Zur Beerdigung in Hamburg reiste auch Rudi Dutschke an, der einstige Kopf der Studentenbewegung. Obwohl er sich in Schriften vielfach gegen die RAF positioniert hatte, ballte er am offenen Grab die Faust und rief: „Holger, der Kampf geht weiter!“
Ein 32 Personen zählender Unterstützerkreis unter dem Namen „Komitee gegen Folter“, von denen viele später der RAF beitraten, besetzte am 30. Oktober 1974 das Hamburger Büro von Amnesty International. Die Organisation ihrerseits kritisierte die Haftbedingungen als Isolationshaft und beschwerte sich offiziell bei Bundesjustizminister Hans-Jochen Vogel (SPD), der die Vorwürfe jedoch zurückwies.
Im Laufe des Jahres 1973 wurden die wichtigsten RAF-Häftlinge im siebenten Stock in der JVA Stuttgart-Stammheim zusammengelegt und in einem extra neben der JVA erbauten Gebäude, der sogenannten Mehrzweckhalle, vor Gericht gestellt. Die Baukosten betrugen etwa zwölf Millionen DM. Entgegen den üblichen Vorschriften hatten Männer und Frauen und Straftäter, die gemeinsam angeklagt waren, nahezu täglich stundenlang die Möglichkeit miteinander zu sprechen. Von einer Isolation der Gefangenen kann mindestens ab diesem Zeitpunkt keine Rede mehr sein. Tatsächlich genossen die Gefangenen deutlich mehr Privilegien als andere Strafgefangene. Nach dem heutigen Stand der Forschung ist erwiesen, dass die zweite Generation der RAF bis 1977 mit Hilfe von Rechtsanwälten von der inhaftierten ersten Generation aus dem Gefängnis heraus geführt wurde.
1974 schloss die RAF ihr Gründungsmitglied Horst Mahler aus. Dieser sagte sich im folgenden Jahr vom Terrorismus los. 1980 kam er nach Verbüßung von zwei Dritteln seiner Freiheitsstrafe wegen Bankraubs und Gefangenenbefreiung vorzeitig frei. Mahler trat später wiederholt als Antisemit, Holocaustleugner und Neonazi in Erscheinung und bekam wegen Volksverhetzung mehrfach langjährige Freiheitsstrafen.
Die Aktivitäten der Inhaftierten bewirkten, mit Hilfe ihrer Verteidiger wie beispielsweise der später selbst angeklagten Rechtsanwälte Klaus Croissant und Siegfried Haag auch breitere Resonanz in der linken Szene. Zu den Anwälten der ersten RAF-Generation gehörten die späteren sozialdemokratischen und Grünen-Politiker Otto Schily, Hans-Christian Ströbele und Rupert von Plottnitz sowie Hans Heinz Heldmann.
Der französische Philosoph Jean-Paul Sartre intervenierte öffentlichkeitswirksam und versuchte, in der Auseinandersetzung um die RAF-Häftlinge zu vermitteln. Nach Kontaktanbahnung durch Ulrike Meinhof besuchte er am 4. Dezember 1974 die JVA Stuttgart. Da Baader der französischen Sprache nicht mächtig war, fungierte Daniel Cohn-Bendit während dieses Gespräches als Dolmetscher. Ziel der RAF war es, dass sich Sartre öffentlichkeitswirksam mit ihren Zielen solidarisiere. Zudem sollte er die nach Behauptung der RAF unmenschlichen Haftbedingungen in Form von angeblicher „Isolationsfolter“ und „Vernichtungshaft“ bestätigen. Dieses Unterfangen scheiterte. Sartre musste später einräumen, dass er die Hafträume Baaders nicht gesehen hatte. Baader hatte nach dem Gespräch den Eindruck, dass Sartre ihn nicht verstanden habe. Demgegenüber äußerte Sartre nach dem Besuch seinen Eindruck von Baader gegenüber Cohn-Bendit mit dem Satz: „Was für ein Arschloch, dieser Baader.“  Auch der Londoner Pfarrer Paul Oestreicher wurde 1974 als Geistlicher von Hans-Jochen Vogel hinzugezogen, um die Häftlinge Baader, Ensslin und Meinhof zum Aufgeben des Hungerstreiks zu bewegen. Die Behauptung der Isolationshaft entsprach nicht den Tatsachen.
Im Dezember 1974 beschloss der Deutsche Bundestag erstmals neue Gesetze, die mit der Bedrohung durch die RAF begründet wurden. Durch Änderung der Strafprozessordnung wurde die Höchstzahl der Wahlverteidiger auf drei begrenzt, die gleichzeitige Verteidigung mehrerer Angeklagter untersagt, der Ausschluss einzelner Wahlverteidiger durch das Gericht ermöglicht und das Fortführen einer Verhandlung ohne Angeklagten erlaubt, sofern dieser seine Verhandlungsunfähigkeit selbst verschuldet hat. 1976 entstand mit der Mitgliedschaft in einer terroristischen Vereinigung ein neuer Straftatbestand. Das Kontaktsperregesetz ermöglichte es 1977, Gespräche zwischen Verteidigern und Strafgefangenen zeitweise zu verbieten.
Im Mai 1975 wurden die Festgenommenen angeklagt und im April 1977 nach 192 Prozesstagen im Stammheimer Prozess unter anderem wegen Mordes zu lebenslanger Haft verurteilt. Ulrike Meinhof war bereits am 29. November 1974 aufgrund ihrer Beteiligung an der Baader-Befreiung zu acht Jahren Freiheitsstrafe verurteilt worden.
Führende Mitglieder der ersten Generation starben 1976 und 1977 im Hochsicherheitstrakt der JVA Stuttgart. Am 9. Mai 1976 erhängte sich Ulrike Meinhof mit einem in Streifen gerissenen Handtuch am Zellenfenster. Nach dem Scheitern des Versuchs der zweiten RAF-Generation, die verbliebenen Gefangenen im sogenannten Deutschen Herbst freizupressen, starben Andreas Baader, Gudrun Ensslin und Jan-Carl Raspe in der sogenannten Todesnacht von Stammheim am 18. Oktober 1977 durch Suizid. Raspe und Baader erschossen sich mit Waffen, die von den Rechtsanwälten Arndt Müller und Armin Newerla eingeschmuggelt worden waren. Ensslin erhängte sich mittels eines Kabels. Irmgard Möller fügte sich mit dem anstaltseigenen Besteckmesser vier Stichverletzungen in der Herzgegend zu, die jedoch nicht tödlich waren, und überlebte. Möller bestreitet bis heute, dass es Absprachen zum Suizid gegeben habe und spricht gemäß verbreiteten Verschwörungstheorien von staatlich angeordneten Morden. Wenige Wochen später, am 12. November 1977, erhängte sich RAF-Gründungsmitglied Ingrid Schubert in ihrer Zelle in der JVA München.
Veröffentlichungen aus dem Jahr 2007 zeigen, dass die RAF-Gefangenen in der JVA Stuttgart auch während des Deutschen Herbstes 1977 und unmittelbar vor und unter Umständen sogar während der Todesnacht von Stammheim abgehört wurden. Offizielle Stellen bestreiten jedoch, dass die Behörden von den Schusswaffen im Hochsicherheitstrakt wussten.

### Zweite Generation

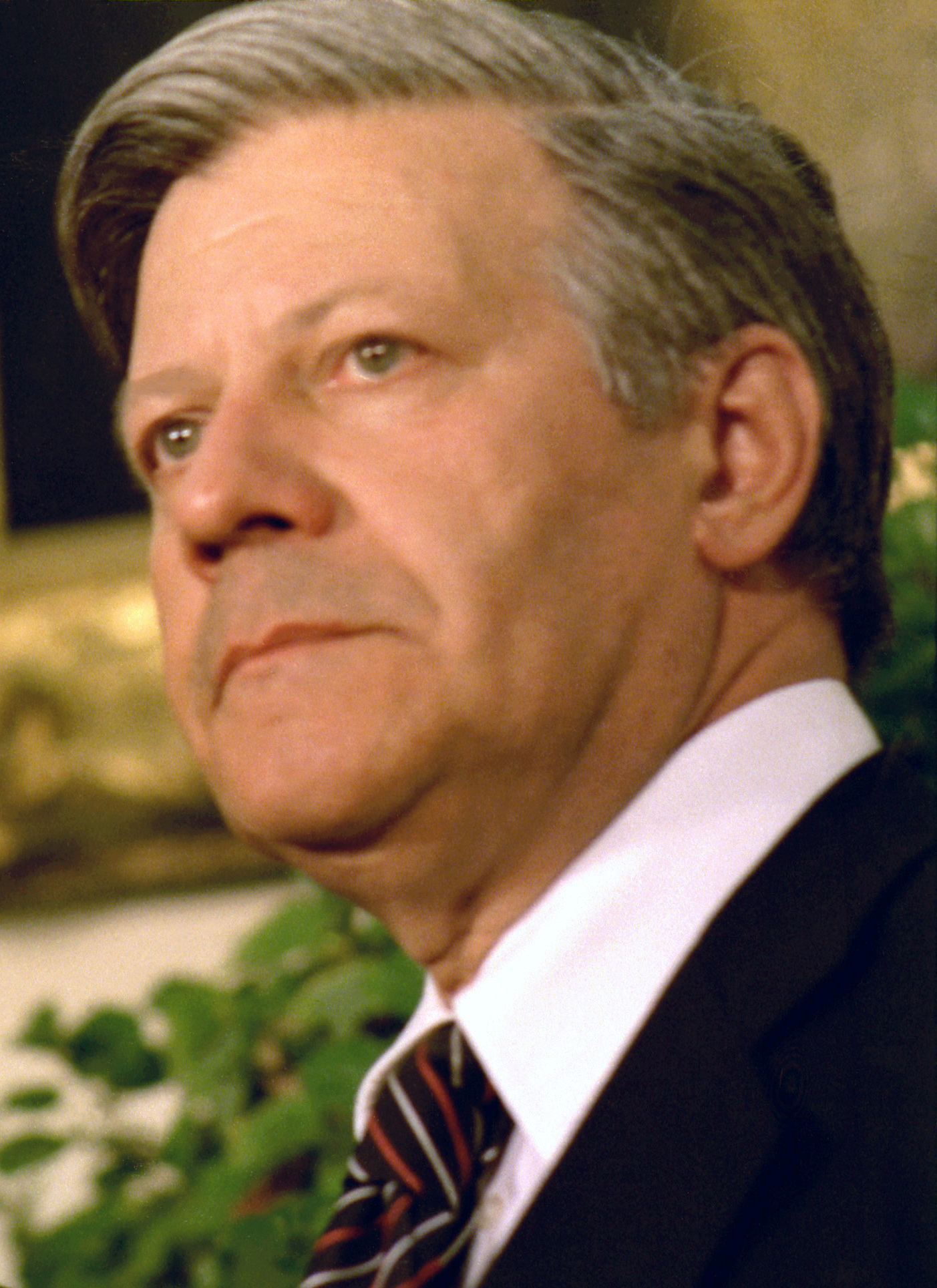
Bundeskanzler Helmut Schmidt (SPD) am 13. Juli 1977. Im vom RAF-Terror geprägten Deutschen Herbst 1977 gab er nicht nach. Die Geiseln in einer entführten Lufthansamaschine wurden vom Bundesgrenzschutz befreit, der entführte Hanns Martin Schleyer von der RAF ermordet.

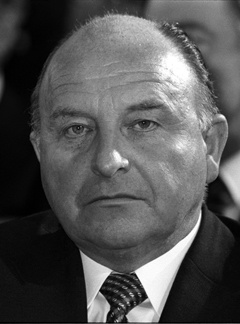
Generalbundesanwalt Siegfried Buback, hier 1976. Seine Ermordung war der Auftakt des Terrorjahrs 1977.

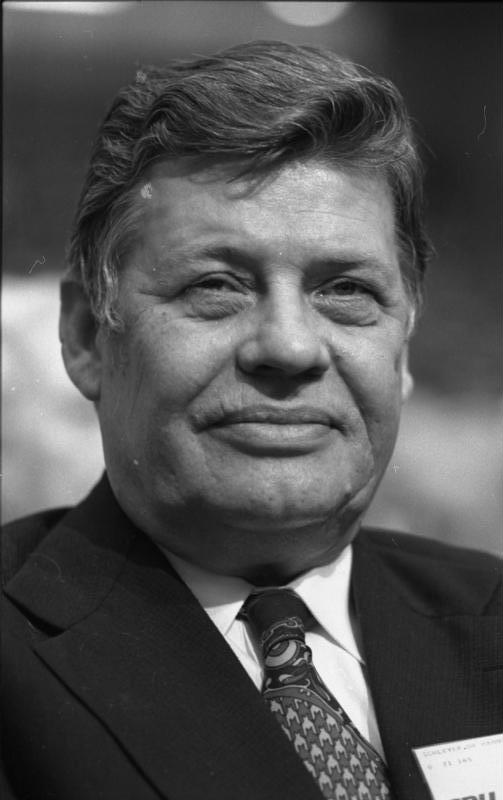
Arbeitgeberpräsident Hanns Martin Schleyer, hier 1973. Seine Entführung war das zentrale Ereignis des Deutschen Herbstes. Er wurde im September 1977 entführt, sechs Wochen gefangen gehalten und ermordet.

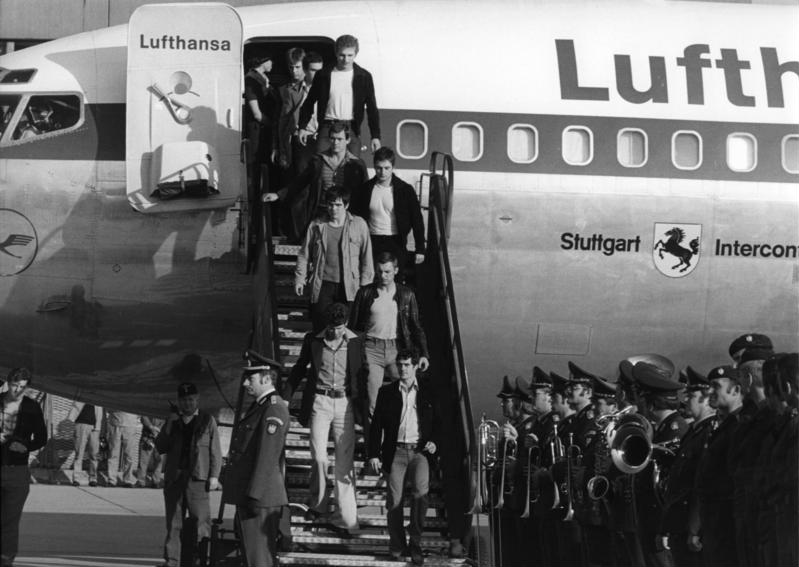
Rückkehr der geretteten 90 Geiseln des entführten Flugzeugs „Landshut“. Oktober 1977

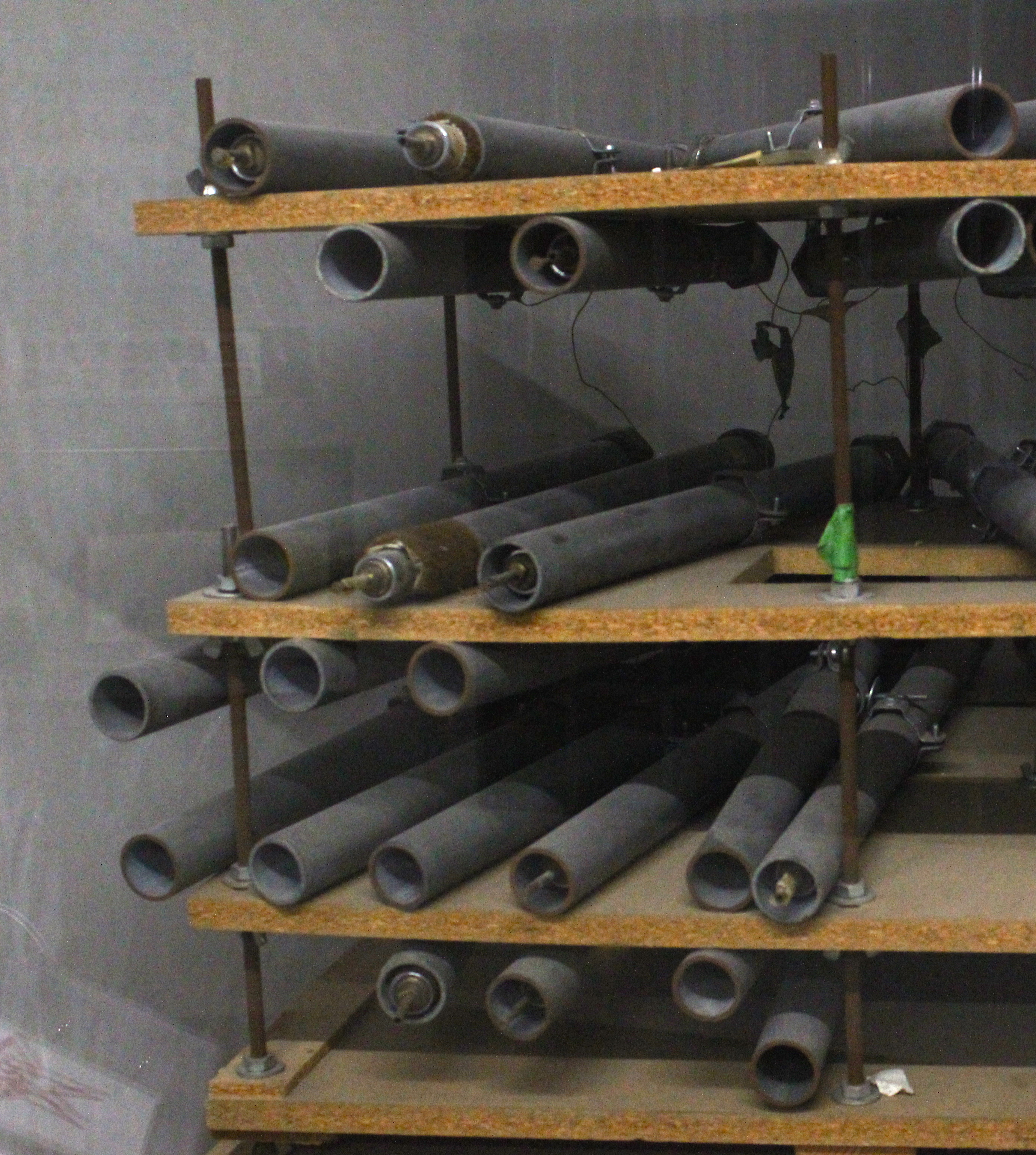
Am 25. August 1977 scheiterte ein Anschlag auf die Bundesanwaltschaft in Karlsruhe, weil der selbstgebaute Raketenwerfer der RAF nicht funktionierte. Heute ist er im Haus der Geschichte in Bonn ausgestellt.

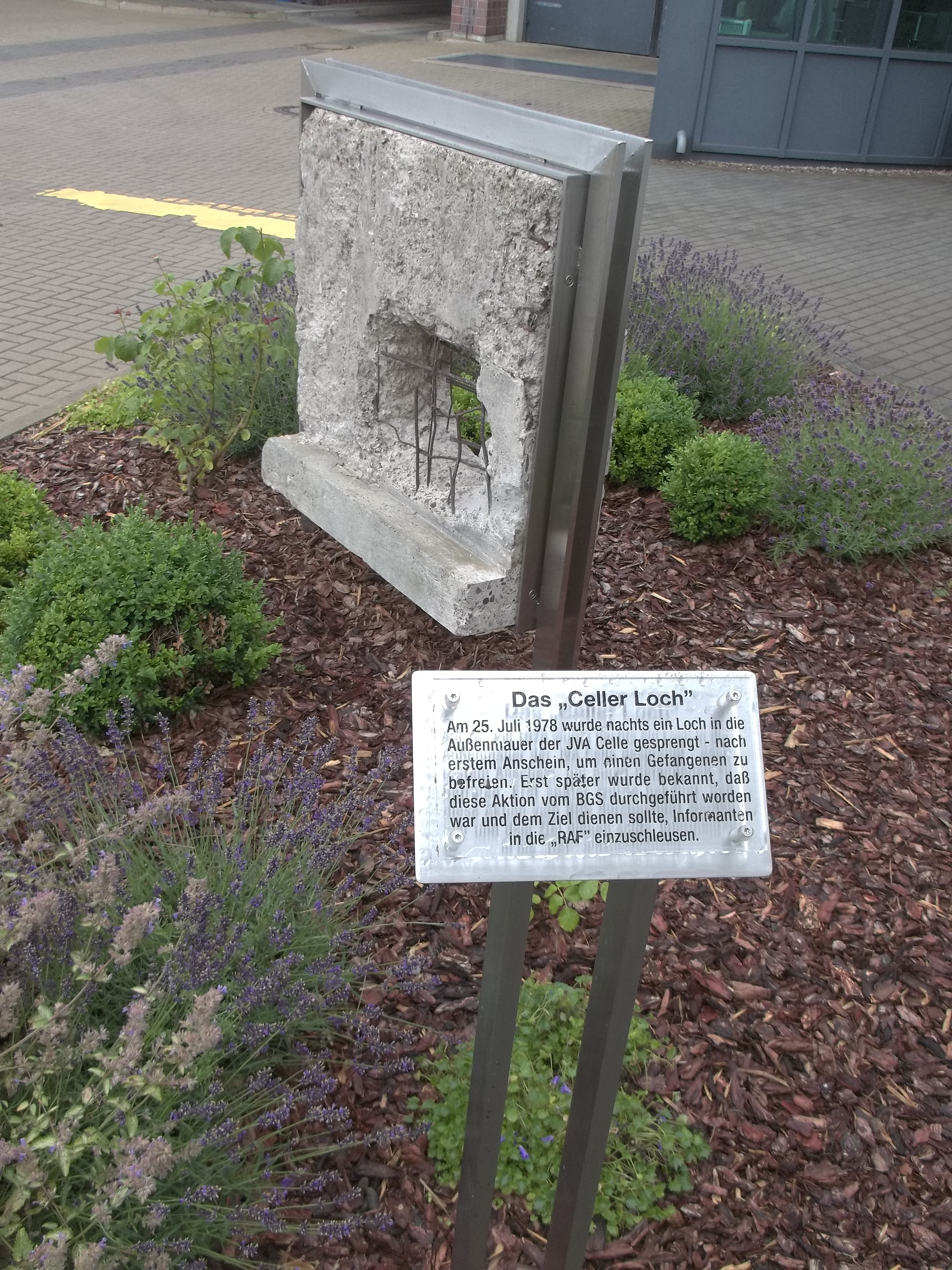
Am 25. Juli 1978 sprengte der niedersächsische Verfassungsschutz ein Loch in die Außenmauer der JVA Celle, um einen Befreiungsversuch der RAF vorzutäuschen.

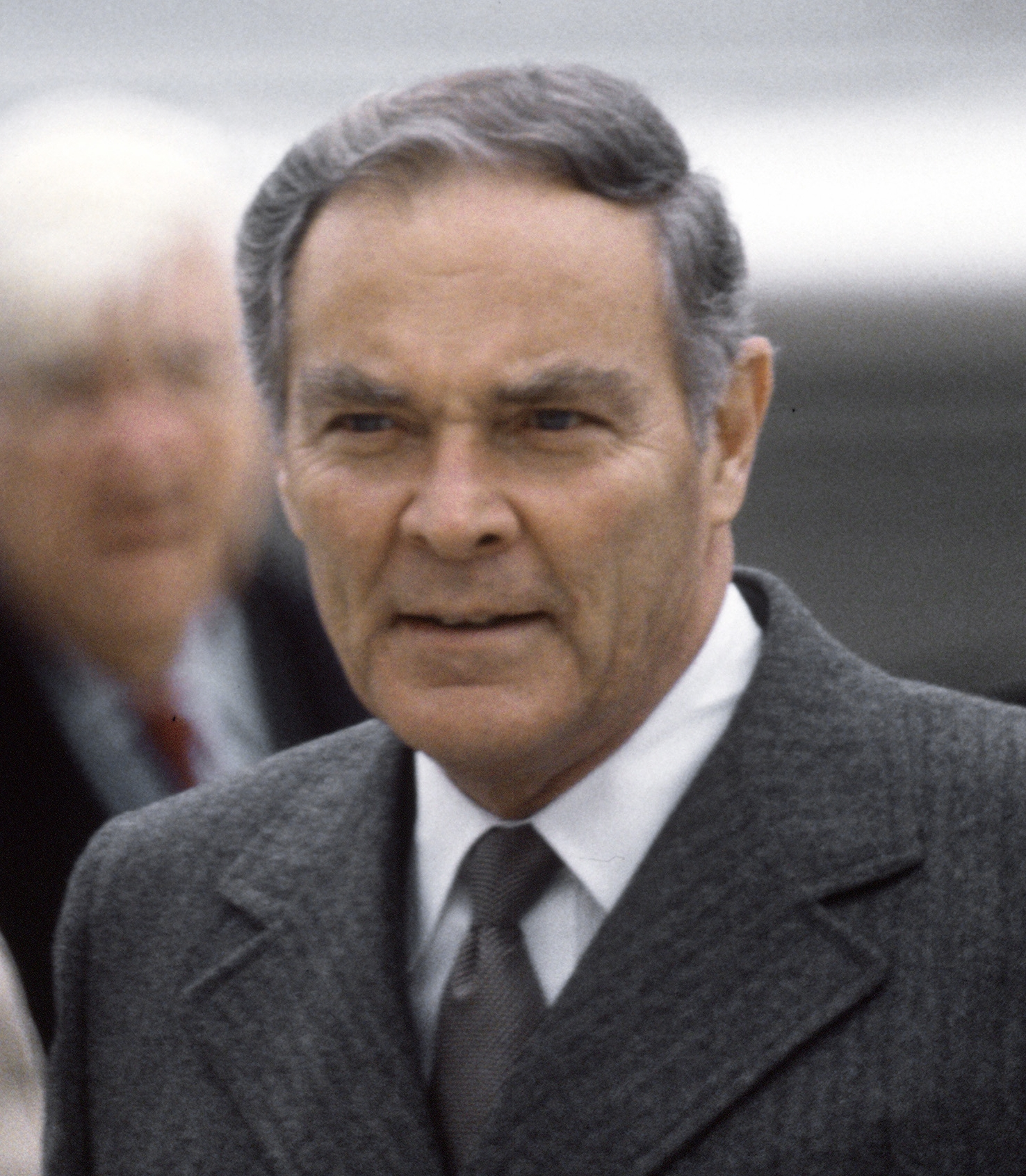
Der damalige NATO-Oberbefehlshaber in Europa und spätere Außenminister der USA, Alexander M. Haig jr., hier im Januar 1981. Er überlebte 1979 einen Bombenanschlag der zweiten Generation der RAF.

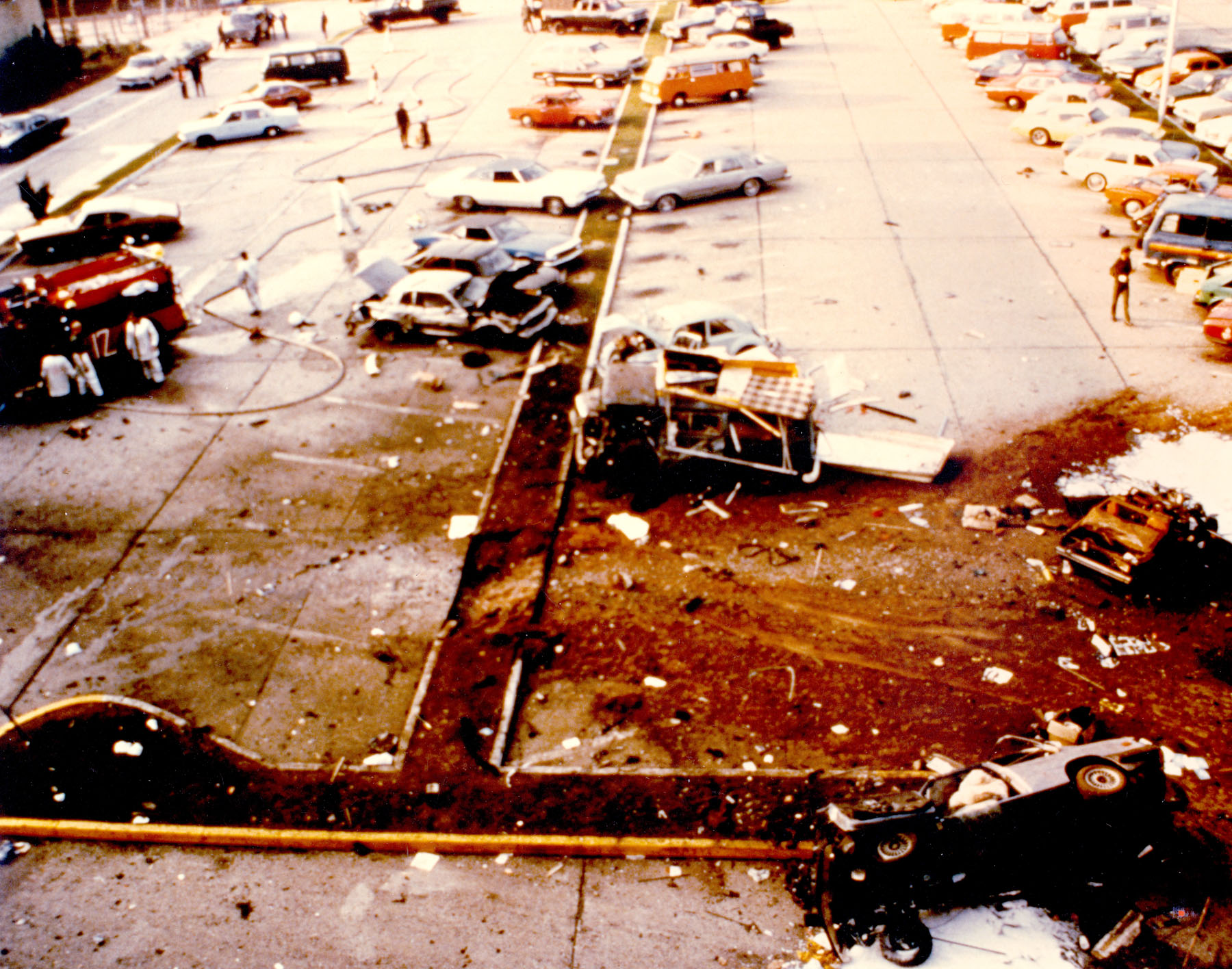
Am 31. August 1981 verübte die RAF einen Bombenanschlag auf das Hauptquartier der US-Luftstreitkräfte in Europa in Ramstein.

Die zweite Generation bildete sich nach der Festnahme eines Großteils der ersten Generation, deren Schriften und Äußerungen vom Gefängnis aus eine große propagandistische Wirkung in linken Kreisen erzielten. Viele der Mitglieder der zweiten Generation entstammten dem am 12. Februar 1970 gegründeten Sozialistischen Patientenkollektiv oder wurden von den Rechtsanwälten der ersten Generation, Siegfried Haag und Klaus Croissant, die später selbst in den Untergrund gingen, rekrutiert. Die Gruppe um Siegfried Haag und Roland Mayer wurde in Medien als „Haag-Mayer-Bande“ bezeichnet.
Am 27. Februar 1975, drei Tage vor der Wahl des Berliner Abgeordnetenhauses, brachten Mitglieder der Bewegung 2. Juni den Spitzenkandidaten der CDU, Peter Lorenz, in ihre Gewalt. Die Entführer forderten die Freilassung inhaftierter Terroristen, darunter auch Mitglieder der RAF. Die Bundesregierung ging auf die Erpressung ein und ließ Verena Becker, Gabriele Kröcher-Tiedemann, Ingrid Siepmann, Rolf Heißler und Rolf Pohle nach Aden im Jemen ausfliegen, im Gegenzug kam Lorenz am 4. März 1975 frei. Die Tatsache, dass vier der fünf freigelassenen Gefangenen später erneut terroristisch aktiv wurden, bestärkte die Bundesregierung, sich nicht wieder auf Verhandlungen mit Terroristen einzulassen.
Nach dieser Entwicklung wurde die Befreiung der inhaftierten RAF-Gründer das wichtigste, wenn nicht einzige Ziel der zweiten Generation. Sie verschrieb sich der „Big Raushole“. Am 24. April 1975 besetzten sechs RAF-Terroristen bei der Geiselnahme von Stockholm Teile der bundesdeutschen Botschaft in Stockholm und forderten die Freilassung von 26 Häftlingen aus deutschen Gefängnissen, darunter die RAF-Spitze. Beteiligt waren Hanna Krabbe, Karl-Heinz Dellwo, Lutz Taufer, Bernhard Rössner, Ulrich Wessel und Siegfried Hausner, die Andreas Baaders Anwalt Siegfried Haag angeworben hatte. Nach der Ermordung zweier Diplomaten durch die Botschaftsbesetzer endete die Geiselnahme chaotisch, weil ein Sprengsatz der Terroristen versehentlich detonierte und das gesamte Gebäude in Brand setzte. Die Terroristen Wessel und Hausner starben infolge der Explosion. Während des Brandes konnten die übrigen Geiseln entkommen, die vier überlebenden Täter wurden verhaftet.
Am 30. November 1976 nahm die Polizei auch Siegfried Haag fest und fand dabei die sogenannten „Haag-Mayer-Papiere“. Diese enthielten Planungen für die Anschlagsserie des Jahres 1977. Den Ermittlern gelang es jedoch nicht, die kodierten Papiere rechtzeitig zu entschlüsseln. Nach Haags Verhaftung übernahm die gerade aus der Haft entlassene Brigitte Mohnhaupt die Führung der zweiten Generation der RAF.
Am 5. Januar 1977 wurden Christian Klar und Günter Sonnenberg beim Überschreiten der Grenze zur Schweiz bei Riehen kontrolliert. Darauf kam es zu einer Schießerei, bei der ein Grenzwächter schwer verletzt wurde. Den beiden Männern gelang darauf die Flucht.
Am 7. April 1977 wurden in Karlsruhe der Generalbundesanwalt Siegfried Buback, sein Fahrer Wolfgang Göbel und der Leiter der Fahrbereitschaft der Bundesanwaltschaft Georg Wurster von einem Motorrad aus in ihrem Auto erschossen. Die Täter sind bis heute nicht identifiziert.
Am 30. Juli 1977 folgte der Mord an Jürgen Ponto, dem damaligen Vorstandssprecher der Dresdner Bank. Das RAF-Mitglied Susanne Albrecht war mit dem Bankier persönlich bekannt, so dass dieser sie in seinem Privathaus in der Oberhöchstadter Straße in Oberursel empfing. Susanne Albrecht, Brigitte Mohnhaupt und Christian Klar erschienen in Pontos Villa, um ihn zu entführen. Als dieser sich zur Wehr setzte, schossen Klar und Mohnhaupt fünf Mal auf Ponto, der später im Krankenhaus verstarb. Die drei Täter flohen in einem von Peter-Jürgen Boock gesteuerten Auto.
Am 25. August 1977 scheiterte ein Anschlag auf das Gebäude der Bundesanwaltschaft in Karlsruhe.
Im sogenannten Deutschen Herbst des September und Oktober 1977 erreichte der Linksterrorismus in Deutschland seinen Höhepunkt. Am 5. September 1977 wurde der Präsident des Bundesverbandes der Arbeitgeber Hanns Martin Schleyer in Köln entführt und bis zum 18. Oktober 1977 gefangen gehalten. Um Schleyer in ihre Gewalt bringen zu können, erschossen die Entführer seinen Fahrer und drei Personenschützer.
Ziel war einmal mehr die Freilassung der inhaftierten Mitglieder der ersten Generation der RAF. Bundeskanzler Helmut Schmidt (SPD) berief daraufhin den sogenannten Großen Krisenstab ein, dem Mitglieder aller Fraktionen des Bundestags angehörten und der faktisch bis zum Ende der Krise die Regierung übernahm. Im Oktober 1977 passierte das Kontaktsperregesetz den Bundestag, das es ermöglicht, Gespräche zwischen Inhaftierten und ihren Anwälten zu verbieten.
Weil die Bundesregierung nicht auf die Forderungen der Entführer einging, kam es am 13. Oktober 1977 zur Entführung der Lufthansamaschine „Landshut“. Ein Kommando der mit der RAF kooperierenden palästinensischen Volksfront zur Befreiung Palästinas (PFLP) brachte das Flugzeug mit 91 Menschen an Bord in seine Gewalt. Nach mehreren Zwischenstopps landete die Landshut in Mogadischu, der Hauptstadt von Somalia. Dort beendete die Sondereinheit GSG 9 des Bundesgrenzschutzes die Geiselnahme am 18. Oktober 1977 gegen 0 Uhr MEZ gewaltsam. Alle 90 Geiseln wurden bei dieser Aktion unverletzt befreit, drei der vier Terroristen kamen ums Leben. Flugkapitän Jürgen Schumann war zuvor bei einem der Zwischenstopps vom Anführer der Terrorgruppe erschossen worden.
Wenige Stunden nach der Befreiung der Flugzeug-Geiseln unternahm die inhaftierte RAF-Spitze in der Todesnacht von Stammheim kollektiven Suizid. Hanns Martin Schleyer wurde noch am 18. Oktober 1977 erschossen, als seine Entführer vom Tod der Häftlinge erfuhren. Seine Leiche fand man am 19. Oktober 1977 im französischen Mülhausen. Abgesehen von einer umstrittenen Aussage Peter-Jürgen Boocks gibt es bis heute keinen Hinweis, wer Schleyer ermordete.
1978 gab es ein Ereignis, das zunächst in Verbindung mit der RAF gebracht wurde, aber nachweislich von staatlicher Seite inszeniert worden war: das sogenannte Celler Loch. Der niedersächsische Verfassungsschutz sprengte am 25. Juli 1978 ein Loch in die Außenmauer der JVA Celle, um einen Befreiungsversuch vorzutäuschen, und schob dem einsitzenden, mutmaßlichen RAF-Mitglied Sigurd Debus Ausbruchswerkzeug unter. Angeblich wollte der Geheimdienst so V-Männer in die RAF einschleusen. Journalisten enthüllten 1986 die wahren Hintergründe, was zur Einsetzung eines Untersuchungsausschusses im niedersächsischen Landtag führte und zum Rücktritt des niedersächsischen Innenministers Wilfried Hasselmann (CDU) beitrug.
Am 11. Mai 1978 wurden Brigitte Mohnhaupt, Peter-Jürgen Boock, Sieglinde Hofmann und Rolf Clemens Wagner im jugoslawischen Zagreb festgenommen, durften jedoch im November in ein Land ihrer Wahl ausreisen, nachdem die Bundesregierung den Austausch von acht Exil-Kroaten verweigert hatte. Die Ausreise erfolgte in den Südjemen.
Am Morgen des 25. Juni 1979 verübte die RAF einen Anschlag auf den NATO-Oberbefehlshaber in Europa und späteren Außenminister der USA, Alexander Haig, als er auf dem Weg zu seinem Arbeitsplatz beim Supreme Headquarters Allied Powers Europe in Mons, Belgien war. Die Terroristen hatten ein unter der Straße verlaufendes Rohr mit Sprengstoff gefüllt und die Ladung gezündet, als Haigs Wagenkolonne die Stelle passierte. Sein Mercedes wurde zwar getroffen und zerstört, jedoch konnten sich Haig und sein Fahrer unverletzt in Sicherheit bringen.
Am 19. November 1979 überfielen vier RAF-Mitglieder eine Filiale der Schweizerischen Volksbank in Zürich. Auf gestohlenen Fahrrädern flüchteten sie zum Bahnhof, wo es zu einer Schießerei kam. Dabei kam eine Passantin ums Leben, ein Polizist erlitt schwere Verletzungen. Rolf Clemens Wagner wurde noch am gleichen Tag in der Zürcher Innenstadt verhaftet. Für diesen Überfall und den dabei verübten Mord verurteilte ihn ein Schweizer Gericht 1980 zu einer lebenslangen Freiheitsstrafe. Diese verbüßte er in Deutschland.
Am 16. April 1981 starb das mutmaßliche RAF-Mitglied Sigurd Debus in der JVA Hamburg-Fuhlsbüttel an den Folgen eines Hungerstreiks und der angeordneten Zwangsernährung. Der achte kollektive Hungerstreik der inhaftierten RAF-Mitglieder, an dem 68 Strafgefangene teilgenommen hatten, wurde daraufhin abgebrochen. Ob Debus tatsächlich Mitglied der RAF war und ob sein Hungerstreik oder Behandlungsfehler der Gefängnisärzte zu seinem Tod führten, ist nicht abschließend geklärt.
Am 31. August 1981 verübte die RAF einen Bombenanschlag auf das Hauptquartier der US-Luftstreitkräfte in Europa in Ramstein. Es gab 14 Verletzte.
Am 15. September 1981 verübten RAF-Angehörige in Heidelberg einen Anschlag auf den Oberbefehlshaber der US-Landstreitkräfte in Europa, General Frederick James Kroesen, bei dem vier Personen zum Teil schwer verletzt wurden. Christian Klar hatte den gepanzerten Dienstwagen Kroesens mit einer Panzerabwehrrakete des Typs RPG-7 beschossen.
Am 26. Oktober 1982 wurde eines von 18 Erddepots der RAF in einem Waldstück bei Heusenstamm in Hessen gefunden. An der offiziellen Version, dass dies zufällig durch Pilzsammler geschehen sei, gibt es heute Zweifel. Ob Aussagen inhaftierter RAF-Mitglieder oder doch ein Zufall zur Enttarnung führten, ist umstritten und Gegenstand aktueller Forschung. Später zeigte sich, dass es sich um das Zentraldepot der RAF handelte. Es lag ungefähr bei 50° 3′ 54,4″ N, 8° 45′ 55,1″ O. Neben Waffen, Ausweisdokumenten und Bargeld fand man auch Hinweise auf nahezu alle anderen Erddepots, konspirative Wohnungen und Verstecke und konnte diese auch entschlüsseln. Die Polizei bewachte Depots und Wohnungen monatelang und verhaftete bis 1984 die wichtigsten RAF-Mitglieder der zweiten Generation, darunter auch Brigitte Mohnhaupt und Christian Klar, die als die Köpfe der Gruppe galten. Die Logistik der RAF in der Bundesrepublik war danach weitgehend zerschlagen.
Die innere Bilanz der RAF der Jahre 1978 bis 1984 ist geprägt vom Leben im Untergrund und Fahndungsdruck. Viele Gruppenmitglieder hielten sich zwischenzeitlich u. a. im Nahen Osten auf. Die ständig konspirativ im Untergrund lebenden Mitglieder fanden kaum noch sichere Quartiere in der Bundesrepublik und wurden nach und nach festgenommen.
Zehn sogenannte RAF-Aussteiger tauchten mit Hilfe des Ministeriums für Staatssicherheit (MfS) in der DDR unter und lebten dort zum Teil zehn Jahre lang unter falschen Identitäten. Noch vor der deutschen Wiedervereinigung wurden sie im Juni 1990 enttarnt, festgenommen, an die Bundesrepublik ausgeliefert und größtenteils zu Haftstrafen verurteilt. Anfang der 1980er Jahre erhielten mehrere RAF-Mitglieder bei mehrwöchigen Aufenthalten in der DDR eine militärische Ausbildung. Ob Christian Klar und andere die Handhabung panzerbrechender Waffen, die später bei Anschlägen zum Einsatz kamen, dort erlernt haben oder lediglich demonstrierten, ist ungeklärt. Sicher belegt ist, dass Klar im Beisein von DDR-Offizieren mit einem Raketenwerfer auf einen Wagen der Marke Mercedes-Benz schoss. Wie weit die Unterstützung des MfS darüber hinaus ging, ist unklar und Gegenstand der Forschung.

### Dritte Generation

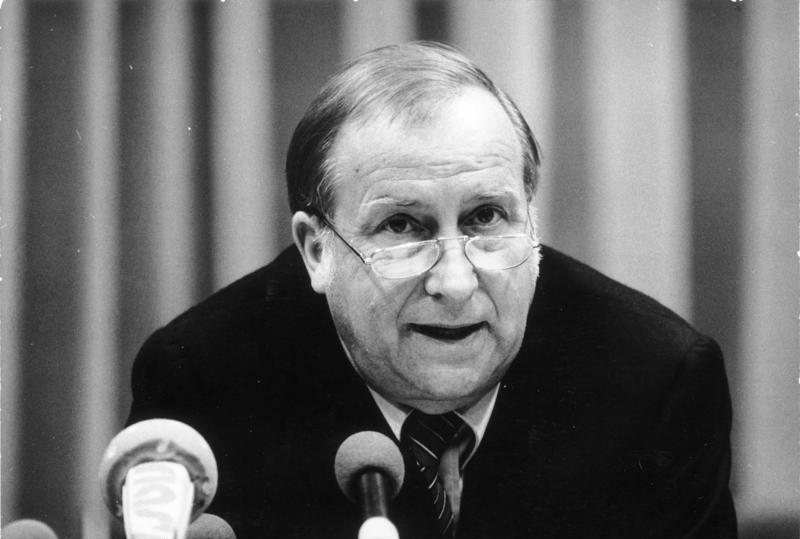
Detlev Karsten Rohwedder, Präsident der Treuhandanstalt. Er wurde 1991 von einem RAF-Scharfschützen ermordet.

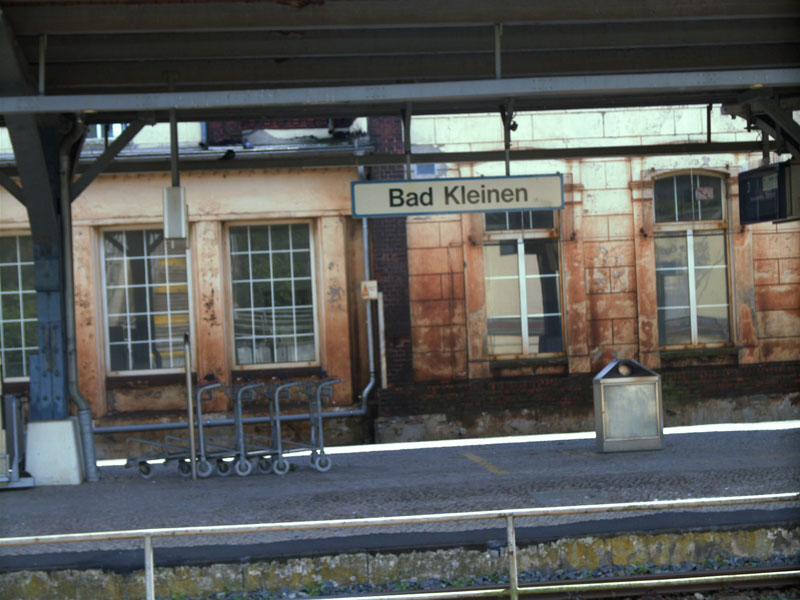
Bahnhof Bad Kleinen. Am 27. Juni 1993 starben bei einem Festnahmeversuch ein Polizist und das RAF-Mitglied Wolfgang Grams.

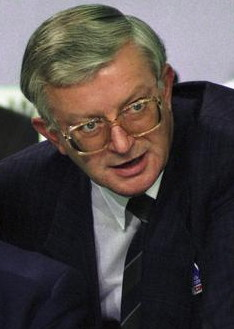
Bundesinnenminister Rudolf Seiters (CDU). Er trat in der Folge des GSG-9-Einsatzes in Bad Kleinen zurück.

In einer im Mai 1982 veröffentlichten Schrift, häufig „Mai-Papier“ genannt, kündigte die RAF eine Änderung ihrer Zielsetzung an. Dabei stand nicht mehr der Begriff „Big Raushole“ im Vordergrund, also die Befreiung der inhaftierten Mitglieder, sondern präzise geplante Angriffe und Kooperationen mit anderen westeuropäischen linksextremistischen Terrorgruppen, wie der Action Directe in Frankreich, den Brigate Rosse in Italien und den Cellules Communistes Combattantes in Belgien.
Die sich ab etwa 1983 formierende dritte Generation der RAF, nach Informationen des Bundesamts für Verfassungsschutz ein Zusammenschluss von bis zu 20 Personen und 250 Unterstützern, wird für die Ausführung von Sabotageakten und für mehrere Mordanschläge verantwortlich gemacht, denen Persönlichkeiten der bundesdeutschen Politik und Wirtschaft zum Opfer fielen.
Die Mitglieder der dritten Generation der RAF sind kaum bekannt. Von weniger als der Hälfte ihrer Mitglieder weiß die Bundesanwaltschaft die Namen. Nur Wolfgang Grams und Birgit Hogefeld werden unstrittig der Kommandoebene zugerechnet. Von den zehn Morden zwischen 1985 und 1993 ist lediglich bei einem der Täter bekannt. Denn anders als in den 1970er Jahren war die RAF auch innerhalb der radikalen Linken isoliert.
1992 präsentierten die Journalisten Gerhard Wisnewski, Wolfgang Landgraeber und Ekkehard Sieker – zuerst in einem Fernsehbeitrag der Sendung Monitor, später in Buchform – die kontroverse These vom RAF-Phantom. Demnach seien die der dritten Generation zugeschriebenen Morde nicht von der RAF, sondern von Geheimdiensten begangen worden. Diese Verdächtigungen gelten allgemein als Verschwörungstheorie.
Am Morgen des 1. Februar 1985 erschossen zwei Personen Ernst Zimmermann, einen der Geschäftsführer der unter anderem in der Rüstungsproduktion tätigen MTU Motoren- und Turbinen-Union München GmbH, in seinem Haus. Die Identität der Täter ist bis heute nicht bekannt.
Am 7. August 1985 wurde der US-Soldat Edward Pimental von Birgit Hogefeld aus einer Bar gelockt und Stunden später von einem unbekannten RAF-Mitglied mit einem Schuss in den Hinterkopf ermordet, um an seine Identification Card zu gelangen. Die Karte benutzte am 8. August 1985 ein männliches RAF-Mitglied, um auf die Rhein-Main Air Base zu gelangen und ein Auto als Sprengbombe abzustellen. Beim folgenden Sprengstoffanschlag auf die Rhein-Main Air Base kamen ein US-Soldat und eine Zivilangestellte ums Leben, 23 Personen wurden verletzt. Die Bekennerschreiben trugen die Embleme der RAF und der Action Directe. Der Mord an Pimental stieß in der linken Szene auf heftige Kritik, weil er als einfacher Soldat, der lediglich wegen seiner Zutrittsberechtigung zur Luftwaffenbasis ins Visier der Terroristen geraten war, nicht dem Feindbild entsprach. Als die Empörung nicht abriss, bezeichnete die RAF den Mord fünf Monate später als „Fehler“.
Am 9. Juli 1986 starben der Siemens-Manager Karl Heinz Beckurts und sein Chauffeur Eckhard Groppler in Straßlach durch einen Bombenanschlag des „Kommando Mara Cagol“ der RAF. Die Täter wurden nicht abschließend ermittelt, allerdings wird Horst Ludwig Meyer verdächtigt, an der Tat beteiligt zu sein. Er kam 1999 in Wien bei einem Schusswechsel mit der Polizei ums Leben.
Am 10. Oktober 1986 wurde der Diplomat im Auswärtigen Amt Gerold von Braunmühl vor seinem Wohnsitz in Bonn-Ippendorf von zwei Personen erschossen. Auch hier kennt man die Täter bis heute nicht.
Am 30. November 1989 tötete eine Bombe, die sich auf einem präparierten Fahrrad am Straßenrand in Bad Homburg befand, den Chef der Deutschen Bank, Alfred Herrhausen. Sein Chauffeur erlitt leichte Verletzungen, die Verantwortlichen waren nicht zu ermitteln. (siehe Attentat auf Alfred Herrhausen)
Am 25. Februar 1990 war ein fehlgeschlagener Sprengstoffanschlag auf das Technische Zentrum Eschborn der Deutschen Bank zu verzeichnen. Bei einem hierbei zur Bombe umfunktionierten VW Golf kam es nicht zur Explosion, weil der Zeitzünder versagte. Haare von Daniela Klette wurden in diesem Auto gefunden.
Am 27. Juli 1990 überlebte Staatssekretär Hans Neusel einen Bombenanschlag des RAF-„Kommandos Jose Manuel Sevillano“ auf sein Auto an der Autobahnabfahrt Bonn-Auerberg.
Am 13. Februar 1991, auf dem Höhepunkt des Golfkriegs schossen mehrere Personen mit drei Gewehren von Königswinter aus über den Rhein auf die US-Botschaft in Schloss Deichmannsaue, Bonn. Von den mehr als 250 abgegebenen Schüssen trafen rund 60 das Gebäude. In einem am Tatort hinterlassenen Bekennerschreiben verwies die RAF auf den „US-Nato-Völkermord“ im Irak. Im Fluchtwagen fand sich ein Haar, das man Jahre später Daniela Klette zuordnen konnte.
Am 1. April 1991 ermordete ein Scharfschütze der RAF den Präsidenten der Treuhandanstalt, Detlev Karsten Rohwedder, in Düsseldorf-Niederkassel. Seine Ehefrau wurde verletzt. Einmal mehr waren der oder die Täter nicht zu ermitteln. Das Gewehr hatte bereits im Februar in Bonn Verwendung gefunden. Zehn Jahre später meldete das Bundeskriminalamt, dass durch eine DNA-Analyse von am Tatort gefundenen Haaren Wolfgang Grams als Beteiligter in Frage komme. Der Wert der Analyse geriet in Kritik.

Anfang 1992 bot Bundesjustizminister Klaus Kinkel (FDP) den RAF-Häftlingen Haftentlassung an, wenn diese von weiteren Aktionen absähen. Die RAF ging indirekt darauf ein und erklärte, „die Eskalation zurücknehmen“ zu wollen. Heute ist bekannt, dass die so genannte Kinkel-Initiative einen Bruch unter den RAF-Häftlingen auslöste. Brigitte Mohnhaupt und andere wiesen das Angebot zurück. Karl-Heinz Dellwo, Lutz Taufer und andere wollten darauf eingehen.
In der Nacht vom 26. auf den 27. März 1993 kam es mit dem Sprengstoffanschlag gegen die JVA Weiterstadt zur letzten Aktion der RAF. Über 200 Kilogramm Sprengstoff zerstörten drei Unterkunftsgebäude und den Verwaltungstrakt der im Bau befindlichen Anstalt. Der Rest der Anlage wurde schwer beschädigt. Menschen wurden nicht verletzt. Der materielle Schaden betrug rund 123 Millionen DM. Die Eröffnung der JVA verzögerte sich bis 1997. Verdächtig waren zunächst nur Wolfgang Grams und Birgit Hogefeld. Als weitere mögliche Täter gelten aufgrund von DNA-Spuren inzwischen Daniela Klette, Ernst-Volker Staub und Burkhard Garweg.
Am 27. Juni 1993 fand ein GSG-9-Einsatz in Bad Kleinen statt, um Wolfgang Grams und Birgit Hogefeld festzunehmen. Der V-Mann Klaus Steinmetz, der in Kontakt zur aktuellen RAF-Kommandoebene gekommen war, hatte sich mit Hogefeld getroffen, Grams kam dazu. Obwohl über 100 Polizisten, darunter nahezu 40 GSG-9-Beamte und der V-Mann anwesend waren, gelang es nicht, Grams geordnet festzunehmen. Während Hogefeld in der Bahnhofsunterführung festgenommen wurde, floh Grams auf Bahnsteig 4/5. Dort eröffnete er einen Schusswechsel, tötete den 26-jährigen GSG-9-Beamten Michael Newrzella und verletzte einen weiteren Beamten schwer. Grams selbst starb an einem aufgesetzten Kopfschuss. Die Umstände seines Todes sind umstritten. Zeugenaussagen ließen eine hinrichtungsartige Erschießung des auf das Gleisbett 4 gefallenen Grams vermuten, während die Staatsanwaltschaft Schwerin – mehrfach gerichtlich überprüft – zum Ergebnis kam, dass Grams sich in auswegloser Lage aller Wahrscheinlichkeit nach selbst erschossen habe. Wegen falscher Aussagen und unzureichender Spurensicherung kam es zu einer Vertrauenskrise der Öffentlichkeit in die Sicherheitsbehörden. In der Folge trat Bundesinnenminister Rudolf Seiters (CDU) von seinem Amt zurück. Auch Generalbundesanwalt Alexander von Stahl verlor sein Amt. Justizministerin Sabine Leutheusser-Schnarrenberger (FDP) versetzte ihn am 6. Juli 1993 in den einstweiligen Ruhestand.

### Auflösung im Jahr 1998 und die Zeit danach
Am 20. April 1998 ging bei Reuters in Köln ein in Chemnitz aufgegebenes, achtseitiges, als authentisch eingestuftes Schreiben ein, in dem die RAF ihre Selbstauflösung verkündete. Darin heißt es:

„Vor fast 28 Jahren, am 14. Mai 1970, entstand in einer Befreiungsaktion die RAF. Heute beenden wir dieses Projekt. Die Stadtguerilla in Form der RAF ist nun Geschichte.“

Die Erklärung endet mit dem Gedenken an die Toten aus den Reihen der Terroristen, einer Liste von 26 Personen aus der Bewegung 2. Juni, der Revolutionären Zellen, der RAF und deren Umfeldern. Die 33 Todesopfer der RAF werden in dieser Erklärung nicht erwähnt, jedoch wird zu Eingang des Textes abermals und exemplarisch die Wahl Hanns Martin Schleyers als Opfer gerechtfertigt. Seit der Erklärung trat die Gruppe nicht mehr in Erscheinung.
Auch die Fahndung nach mutmaßlichen, ehemaligen Mitgliedern dauerte an. Andrea Klump und Horst Ludwig Meyer wurden im September 1999 von der österreichischen Polizei aufgegriffen. Bei einem Schusswechsel kam Meyer ums Leben. Klump wurde zwar wegen terroristischer Taten verurteilt, der Vorwurf der Mitgliedschaft in der RAF konnte jedoch nicht nachgewiesen werden und wird von ihr bis heute bestritten.
Nach einem Raubüberfall auf einen Geldtransporter in Duisburg im Juli 1999, bei dem Spuren der gesuchten Ernst-Volker Staub und Daniela Klette gefunden wurden, kam die Befürchtung auf, die RAF könnte sich als eine „vierte Generation“ neu gründen und auf die ehemaligen Strukturen zurückgreifen. Der Haftbefehl gegen Staub und Klette wurde vom Bundesgerichtshof daraufhin um den Verdacht der Bildung einer neuen terroristischen Vereinigung erweitert. Klette, Staub und der ebenfalls gesuchte Burkhard Garweg sollen an zwei weiteren, gescheiterten Raubüberfällen auf Geldtransporter im Juni 2015 in Stuhr-Groß Mackenstedt und im Dezember 2015 in Wolfsburg, sowie an einem erfolgreichen Raub im Juni 2016 in Cremlingen beteiligt gewesen sein. Nach Einschätzung der Staatsanwaltschaft Verden und der RAF-Experten Butz Peters und Klaus Pflieger deutet bei den neuerlichen Taten jedoch nichts auf einen terroristischen Hintergrund hin, sondern dienten allein der Geldbeschaffung für das Leben im Untergrund.
Anfang Februar 2024 startete die Polizei erneut eine Öffentlichkeitsfahndung zum Verbleib von Klette, Staub und Garweg. Teil davon war ein Aufruf in der ZDF-Sendung Aktenzeichen XY … ungelöst. Nach der Ausstrahlung wurden rund 250 Hinweise abgegeben. Am 26. Februar 2024 wurde Daniela Klette in Berlin-Kreuzberg gefasst. Hier soll sie rund zwanzig Jahre lang ohne Genehmigung des Vermieters als Untermieterin gelebt haben.

## Ideologie

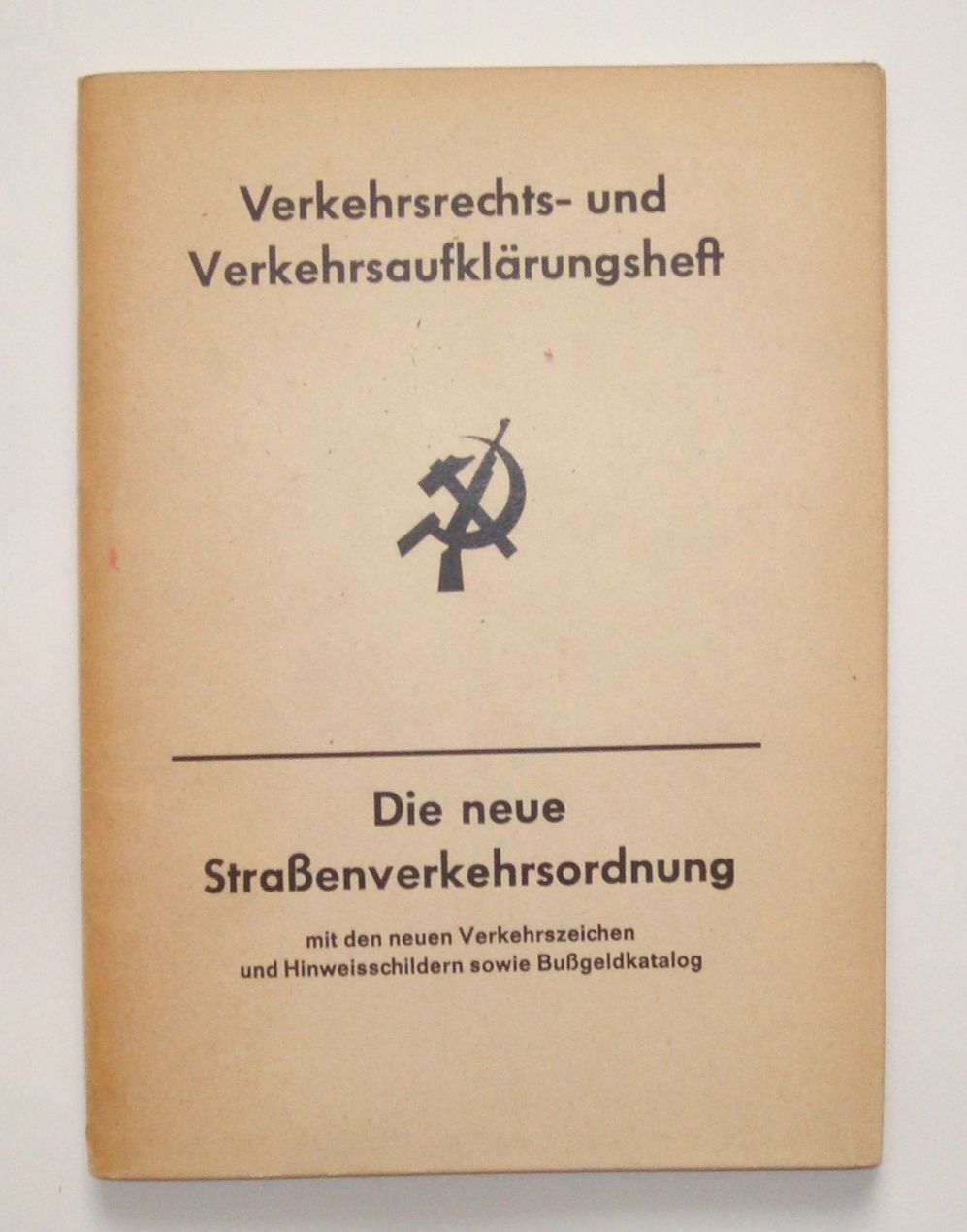
Als Straßenverkehrsordnung getarnte Schrift von RAF-Mitgründer Horst Mahler aus 1971. Sie enthält den Text „Die Lücken der revolutionären Theorie schliessen – Die Rote Armee aufbauen!“

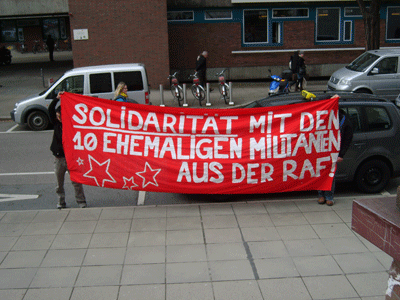
Immer wieder kam es zu Solidaritätsaktionen für die inhaftierten Mitglieder der RAF.

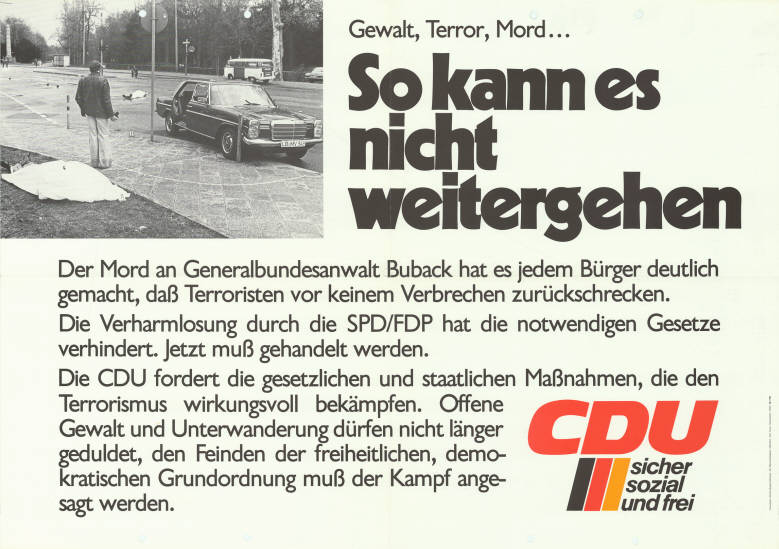
Die CDU warf der regierenden Koalition aus SPD und FDP Verharmlosung des Terrorismus vor. Plakat aus dem Jahr 1977 mit Foto vom Attentat auf Buback

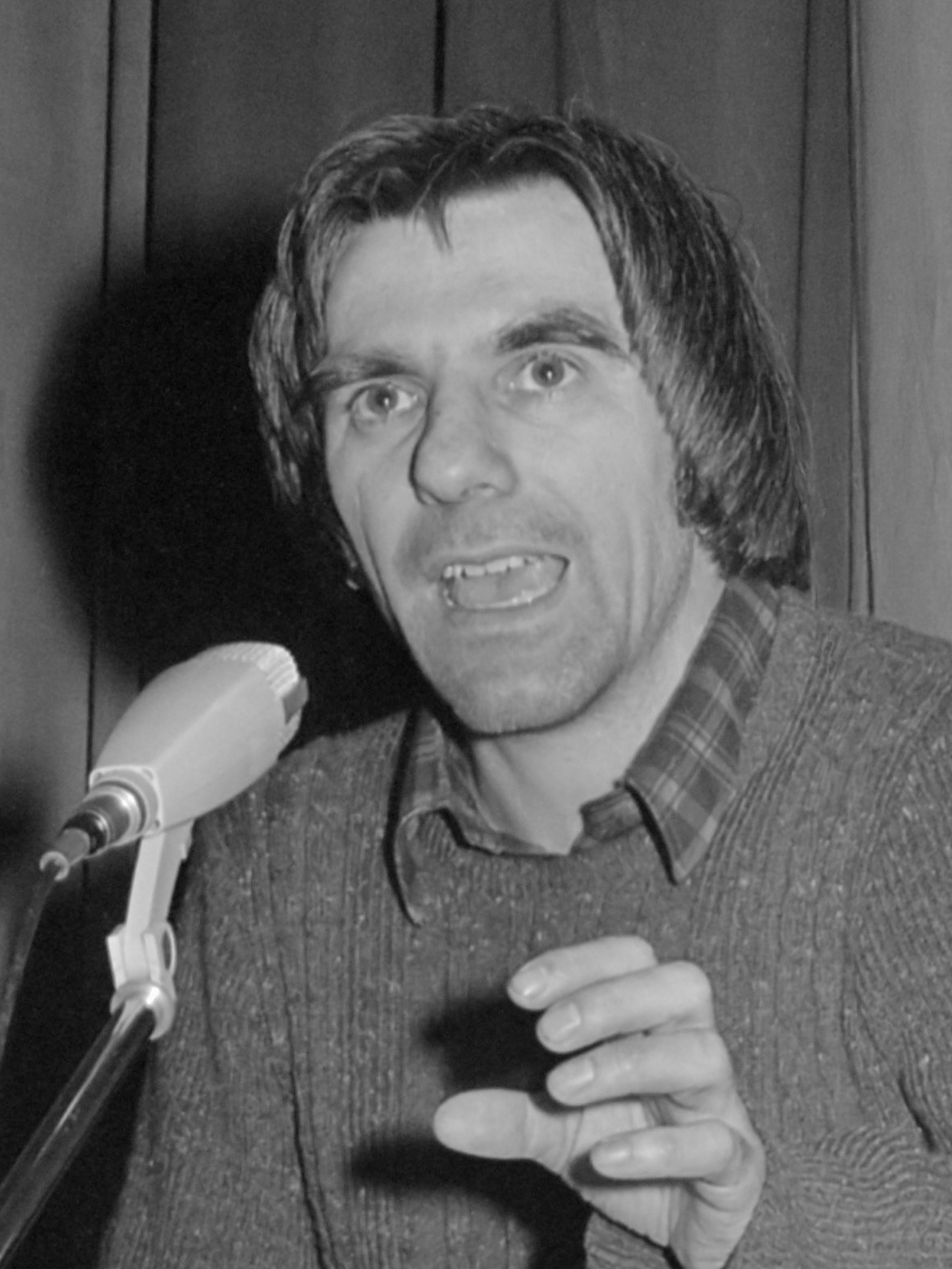
Studentenführer Rudi Dutschke verurteilte in Schriften vielfach den Terror der RAF, nahm aber 1974 an der Beerdigung des RAF-Mitglieds Holger Meins teil und rief an dessen Grab „Holger, der Kampf geht weiter!“

Die RAF entwickelte theoretische Sinnsysteme, um sich für ihre Taten selbst zu ermächtigen und ihr Handeln zu legitimieren. Die Zeithistorikerin Petra Terhoeven weist darauf hin, dass diese Sinnsysteme niemals konsistent waren und die „Marke RAF“ von Eklektizismus gekennzeichnet war, was neben der Ideologie insbesondere auch den Stil der Selbstdarstellung betraf.
Von der ersten Generation der RAF existieren etwa 40 größere Erklärungen, die in Form von Interviews, Erklärungen bei Gerichtsverhandlungen, sogenannten Zellenzirkularen, also Schriften, die unter den inhaftierten RAF-Mitgliedern weitergegeben wurden, und Selbstbezichtigungsschreiben nach terroristischen Anschlägen, entstanden. In den ideologischen Teilen, vor allem in denen von Horst Mahler und Ulrike Meinhof, lassen sich maoistische Tendenzen nachweisen. Die Mitglieder der RAF setzten sich stark mit dem Neomarxismus der Frankfurter Schule auseinander, obgleich die Vertreter dieser Richtung sich entschieden vom Terrorismus distanzierten.
Die RAF-Autoren opponierten gegen den als „System“ bezeichneten Staatsapparat der damaligen Bundesrepublik Deutschland und unterstellten den westlich-europäischen Gesellschaften, wie schon die studentische APO vor ihr, faschistoide Tendenzen. Insbesondere klagten sie die angeblich nicht aufgearbeitete und immer noch wirkende nationalsozialistische Vergangenheit Deutschlands an. So wird in der Forschung die RAF auch als eine Reaktion auf das als illiberal wahrgenommene staatliche Handeln im Westdeutschland der 1960er und 1970er Jahre gesehen.
In der öffentlichen Diskussion spielten die RAF-Schriften kaum eine Rolle. Das gilt zum Teil auch für kritische Stellungnahmen wie den Text des Göttinger Mescalero über das Buback-Attentat oder ein Fernsehinterview Daniel Cohn-Bendits in der ARD zur Ermordung Schleyers. Solche Beiträge wurden meist nicht klar von den Schriften der RAF unterschieden und manchmal auch für Positionen von Sympathisanten der Terroristen gehalten.
Maßgebliche linke Intellektuelle der damaligen Zeit verurteilten Theorie und Praxis der RAF. In seinen Tagebüchern sprach beispielsweise Rudi Dutschke von „RAF-Dummheit“ und sagte:

„Die negativen Auswirkungen der RAF-Scheiße sind vielerorts erkennbar, CDU/CSU im besonderen, Regierung im allgemeinen und RAF-Kacke im einzelnen scheinen verheiratet zu sein: um den politischen Klassenkampf zu hemmen!“

Nach dem Überfall der RAF auf die bundesdeutsche Botschaft in Stockholm gab Herbert Marcuse, dessen Schriften die Studentenbewegung stark beeinflusst hatten, der ARD ein Interview. Auf die Fragen, ob sich die RAF nicht auf ihn berufen könne, und ob die Terroristen politische Überzeugungstäter seien, antwortete er:

„Ich betrachte mich immer noch als Marxisten. Der Marxismus lehnt den Terror … individuellen Terror und Terror kleiner Gruppen ohne Massenbasis als revolutionäre Waffe ab … Subjektiv ist anzunehmen, dass sie ihre Aktion für eine politische Aktion halten und gehalten haben. Objektiv ist das nicht der Fall. Wenn politische Aktion willentlich zum Opfer von Unschuldigen führt, dann ist das genau der Punkt, wo politische Aktion, subjektiv politische Aktion, in Verbrechen umschlägt.“

Die Forschung nimmt die Selbstäußerungen der RAF nur teilweise ernst. Nach der Publizistin Karin Wieland dienten die Taten der Terroristen keineswegs den von ihnen propagierten Zwecken, sondern in allererster Linie der Selbstvergewisserung. Der Politikwissenschaftler Wolfgang Kraushaar konzediert, dass es den globalen Begründungszusammenhang „Antiimperialismus“ zwar gegeben habe, doch innerhalb der RAF sei nicht reflektiert worden, „was die jeweiligen Taten und Aktionen in der konkreten politischen Landschaft der Bundesrepublik hätten bedeuten sollen“. Dies sei den Mitgliedern der Gruppe schlicht gleichgültig gewesen.

### Erste Schriften
Die erste Generation – vor allem die frühere Journalistin Ulrike Meinhof – rechtfertigte die eigene Radikalität in mehreren Schriften, darunter vier Kampfschriften, die nach einer langen Gruppendiskussion entstanden. Am 5. Juni 1970 erschien in der Zeitschrift Agit 883 als erste öffentliche programmatische Erklärung der RAF der Text Die Rote Armee aufbauen!
Am gleichen Tag trafen sich Ulrike Meinhof, Horst Mahler, Andreas Baader und Gudrun Ensslin in Berlin konspirativ mit der französischen Journalistin Michèle Ray. Auf einem Tonband, dessen Wortlaut Der Spiegel später in „unredigierten Auszügen“ abdruckte, erklärte Meinhof:

„Wir sagen natürlich, die Bullen sind Schweine, wir sagen der Typ in Uniform ist ein Schwein, das ist kein Mensch, und so haben wir uns mit ihm auseinanderzusetzen. Das heißt, wir haben nicht mit ihm zu reden, und es ist falsch, überhaupt mit diesen Leuten zu reden, und natürlich kann geschossen werden.“

Meinhof rechtfertigte die Befreiung Baaders und die Aufnahme des bewaffneten Kampfes und setzt sich mit den kritischen Reaktionen innerhalb der Linken auseinander. Sie stellte fest: „Die intellektuelle Linke hat die Aktion im großen und ganzen abgelehnt.“ Diese Kritik könne ignoriert werden, weil „man zu einer politischen Zusammenarbeit kommen muss […] mit dem Teil des Proletariats, der keine Gratifikation dafür erhält, […] dass er sich ausbeuten lässt.“ Meinhof kritisierte:

„[…] die Linken [haben] begriffen, dass die Revolution nicht von ihnen gemacht werden wird, sondern vom Proletariat, dass man also in die Fabriken zu gehen hat und in die Stadtteile und dass die Organisierung stattzufinden hat. Nur sind wir der Auffassung, dass die Organisierung des Proletariats ein Popanz dann ist, wenn man nicht gleichzeitig anfängt, das zu tun, was wir jetzt tun, nämlich die Rote Armee aufzubauen.“

Damit ist der Name genannt, unter dem die Gruppe fortan agierte. Das Wort „Fraktion“ wurde kurze Zeit später hinzugefügt. Die RAF erkannte später in Das Konzept Stadtguerilla das Tonband-Interview nicht als Stellungnahme der gesamten Gruppe an.

### „Das Konzept Stadtguerilla“ – April 1971
Ein Jahr nach Die Rote Armee aufbauen! erschien das erste ausführliche Positionspapier der RAF, Das Konzept Stadtguerilla. Die vierzehnseitige Schrift wurde an linke Gruppen und Einzelpersonen verschickt. Sie ist in sechs Abschnitte unterteilt und enthält eine umfassende Begründung der „Aufnahme des bewaffneten Kampfes“.
Der erste Abschnitt, Konkrete Antworten auf konkrete Fragen, rechtfertigt die bewaffnete Baader-Befreiung. Man erklärt, dass die Zeit zum bewaffneten Kampf nun reif sei. Wörtlich heißt es:

„Wir behaupten, dass die Organisierung von bewaffneten Widerstandsgruppen zu diesem Zeitpunkt in der Bundesrepublik und Westberlin richtig ist, möglich ist, gerechtfertigt ist. Dass es richtig, möglich und gerechtfertigt ist, hier und jetzt Stadtguerilla zu machen. Dass der bewaffnete Kampf als ‚die höchste Form des Marxismus-Leninismus‘ (Mao) jetzt begonnen werden kann und muss, dass es ohne das keinen antiimperialistischen Kampf in den Metropolen gibt.“

Außerdem geht es um den Fahndungsdruck, dem die Gruppe seit der Aufnahme dieses Kampfes ausgesetzt war. Die Schießereien bei Verhaftungsversuchen werden thematisiert:

„Am 14. Mai, ebenso wie in Frankfurt, wo zwei von uns abgehauen sind, als sie verhaftet werden sollten, weil wir uns nicht einfach verhaften lassen – haben die Bullen zuerst geschossen. Die Bullen haben jedesmal gezielte Schüsse abgegeben. Wir haben zum Teil überhaupt nicht geschossen, und wenn, dann nicht gezielt: in Berlin, in Nürnberg, in Frankfurt. Das ist nachweisbar, weil es wahr ist. Wir machen nicht ‚rücksichtslos von der Waffe Gebrauch‘. Der Bulle (…) befindet sich nicht im Befehlsnotstand. Wir schießen, wenn auf uns geschossen wird. Den Bullen, der uns laufen läßt, lassen wir auch laufen.“

Im zweiten Abschnitt Metropole Bundesrepublik heißt es, die sozialliberale Koalition absorbiere die Unzufriedenheit der außerparlamentarischen Opposition. Durch Entwicklungs- und Militärhilfe sei die Bundesrepublik Deutschland an US-Kriegen beteiligt und profitiere so von der Ausbeutung der Dritten Welt.
Im dritten Abschnitt Studentenrevolte erklärt die RAF die Studentenbewegung zu ihrer Vorgeschichte. Zerfallen sei diese, weil es ihr nicht gelungen sei, eine ihren Zielen angemessene Praxis zu entwickeln.
Im vierten Abschnitt Primat der Praxis spricht man von einer die Arbeiterklasse vereinenden Strategie. Voraussetzung für den Vereinheitlichungsprozess sei die „revolutionäre Initiative“ und die „praktische revolutionäre Intervention der Avantgarde“. Des Weiteren wird der proletarische Internationalismus benannt und die Diktatur des Proletariats angekündigt. Fazit dieses Abschnittes ist die Einschätzung, dass es nun Zeit für den bewaffneten Kampf sei.
Der fünften Abschnitt der Stadtguerilla verweist auf südamerikanische Guerillakämpfer, insbesondere die Tupamaros in Uruguay. Schwache revolutionäre Kräfte seien wie in Südamerika nur zu einer Guerillataktik in der Lage. Wörtlich heißt es, das Konzept Stadtguerilla ziele darauf ab, „den staatlichen Herrschaftsapparat an einzelnen Punkten zu destruieren, stellenweise außer Kraft zu setzen, den Mythos von der Allgegenwart des Systems und seiner Unverletzbarkeit zu zerstören.“
Im sechsten Abschnitt Legalität und Illegalität setzt sich Ulrike Meinhof mit der damals populären These „Macht kaputt, was euch kaputt macht“ auseinander. Sie warnt vor blindem Aktionismus und vorschneller Aufgabe der Legalität. Im Weiteren beschreibt sie die RAF als Bindeglied zwischen legalen und illegalen Kräften und zwischen Widerstandsgruppen aus allen anderen Ländern. Die RAF sei die sofortige revolutionäre Intervention, als Beitrag zur kommunistischen Weltrevolution. Wörtlich heißt es:

„Die Pflicht eines Revolutionärs ist, immer zu kämpfen, trotzdem zu kämpfen, bis zum Tod zu kämpfen – Es gibt keinen revolutionären Kampf und hat noch keinen gegeben, dessen Moral nicht diese gewesen wäre: Russland, China, Kuba, Algerien, Palästina, Vietnam. […] Von bewaffneter Propaganda werden wir nicht reden, sondern wir werden sie machen.“

Zusammenfassend steht in der ersten RAF-Schrift die klare Abtrennung vom Feind, dem Staat, im Vordergrund. Der bewaffnete Kampf aus dem Untergrund wird gerechtfertigt und ideologisch untermauert. Die RAF sieht sich als Vorreiter einer internationalen kommunistischen Bewegung. Es heißt:

„… weil wir Kommunisten sind und es davon, ob die Kommunisten sich organisieren und kämpfen, abhängt, ob Terror und Repression nur Angst und Resignation bewirken oder Widerstand und Klassenhaß und Solidarität provozieren, ob das hier alles so glatt im Sinn des Imperialismus über die Bühne geht oder nicht.“

Zwei Monate nach dem Konzept Stadtguerilla erschien im Juni 1971 in Berlin das Papier Die Lücken der revolutionären Theorie schließen – Die Rote Armee aufbauen. Das 65-Seiten-Papier verfasste Horst Mahler in der Haft und bezeichnet darin den „bewaffneten Kampf als höchste Form des Klassenkampfes“, denn die „besitzenden Klassen“ hätten sich „den bestimmenden Einfluss auf die staatlichen Machthebel“ gesichert. Voraussetzung für die „Revolution der Massen“ sei die „Entwöhnung vom Gehorsam gegenüber der bürgerlichen Rechtsordnung“. Nach dem Ausschluss Mahlers aus der RAF im Juni 1974 erkannte die Gruppe diesen Text nicht mehr als einen der ihren an.

### „Stadtguerilla und Klassenkampf“ – April 1972
18 Monate später, im April 1972, wurde das sechzigseitige Papier Rote Armee Fraktion – Stadtguerilla und Klassenkampf im Bundesgebiet verschickt. Verfasserin war Ulrike Meinhof.
Im Vorwort glorifiziert Meinhof den Tod der im Rahmen der RAF-Fahndung erschossenen Gruppenmitglieder und Unterstützer Petra Schelm, Georg von Rauch und Thomas Weisbecker. Wörtlich heißt es:

„Petra, Georg und Thomas starben im Kampf gegen das Sterben im Dienst der Ausbeuter. Sie wurden ermordet, damit das Kapital ungestört weitermorden kann und damit die Leute weiterhin denken müssen, dass man nichts dagegen machen kann. Aber der Kampf hat erst begonnen!“

Meinhof versucht in drei Kapiteln die Verknüpfung von Ausbeutung und Politik zu beweisen. In allen Kapiteln wird behauptet, immer mehr Menschen seien mit dem kapitalistischen System unzufrieden, was sich in immer größeren Widerstandsaktionen äußere. Immer wieder kommt Meinhof auf die Bedeutung der Praxis, also des bewaffneten Kampfes, zu sprechen. Wörtlich heißt es:

„Im gegenwärtigen Stadium der Geschichte kann niemand mehr bestreiten, dass eine bewaffnete Gruppe, so klein sie auch sein mag, bessere Aussichten hat, sich in eine große Volksarmee zu verwandeln, als eine Gruppe, die sich darauf beschränkt, revolutionäre Lehrsätze zu verkünden.“

Im vierten Abschnitt Über aktuelle Einzelfragen wird das Thema Verrat angesprochen. Verräter seien von der Revolution auszuschließen, auch wenn sie „arme Schweine“ seien. Was genau damit gemeint ist, bleibt offen. Im Weiteren werden die Banküberfälle der RAF gerechtfertigt und als „Enteignungsaktionen“ bezeichnet. In den Schlusssätzen entschuldigt sich Meinhof bei den Sympathisanten, dass die RAF sich bisher mit logistischem Aufbau befasse und keine „populären Aktionen“ starte. Dies sei nur eine Frage der Zeit, kündigt sie an. Die Schrift endet mit einigen Parolen, wie „Dem Volke dienen!“, „Der revolutionäre Guerilla aufbauen!“ und „Sieg dem Volkskrieg!“
Die sogenannte zweite RAF-Kampfschrift ist vom Leben im Untergrund geprägt. Verrat war zum Thema geworden. Karl-Heinz Ruhland und Peter Homann hatten die Gruppe verlassen und umfangreich ausgesagt. Meinhofs Solidaritätsappell ist ein Zeichen, dass es für die Gruppe 1972 immer schwieriger wurde, Quartiere zu finden. Ihre Rechtfertigung der Banküberfälle ist eine Art Antwort auf in der Linken aufkommende Kritik an diesen Aktionen. Die Sympathisanten, die nun endlich „populäre Aktionen“ sehen wollten, wurden zur Geduld ermahnt.

### „Die Aktion des Schwarzen September in München“ – November 1972
Ein halbes Jahr später, im November 1972, erschien die dritte RAF-Schrift „Rote Armee Fraktion – Die Aktion des Schwarzen September in München – Zur Strategie des antiimperialistischen Kampfes“. Verfasserin war wieder Ulrike Meinhof. Sie kommentierte die am 5. September 1972 erfolgte Geiselnahme von München, bei der elf Geiseln starben:

„Die Aktion des Schwarzen September hat das Wesen imperialistischer Herrschaft und des antiimperialistischen Kampfes auf eine Weise durchschaubar und erkennbar gemacht wie noch keine revolutionäre Aktion in Westdeutschland oder Westberlin. Sie war gleichzeitig antiimperialistisch, antifaschistisch und internationalistisch.“

Die westdeutsche Linke könne angesichts dieser Aktion ihre politische Identität wiederfinden, behauptete Meinhof.
Die Schrift ist in vier Abschnitte unterteilt – Imperialismus, Opportunismus, Faschismus und Die antiimperialistische Aktion. Meinhof prangert „die multinationalen Konzerne“ an, die Kriege gegen die Dritte Welt unterstützten. Sie setzt sich im zweiten Teil mit Marx-Forschung auseinander und nennt den linken Professor Oskar Negt einen Opportunisten. Dieser hatte zuvor die RAF-Aktionen als „unpolitisch“ kritisiert. Immer wieder lobt Meinhof in dieser Schrift die Morde von München. Die Schrift endet mit dem Satz:

„Die Aktion des Schwarzen September wird aus dem Gedächtnis des antiimperialistischen Kampfes nicht mehr zu verdrängen sein.“

Die Schuld am Tod der Geiseln gibt sie nicht den Geiselnehmern, sondern dem Staat Israel, der „seine Sportler verheizt [hat] wie die Nazis die Juden – Brennmaterial für die imperialistische Ausrottungspolitik“. Auch an anderen Stellen setzt sie Israel mit dem NS-Staat gleich, wenn sie von „Israels Nazi-Faschismus“ schreibt oder vom „Moshe-Dayan-Faschismus – diesem Himmler Israels“.
Der gesamte Text spiegelt Meinhofs Resignation und Wut wider. Sie schrieb ihn kurz nach ihrer Verhaftung im September und Oktober 1972 in der Zelle in Köln. Es tauchte hier erstmals der Gedanke auf, festgenommene Mitglieder durch Terrorakte freizupressen. Die palästinensischen Terroristen hatten in München Meinhofs Freilassung und die von in Israel inhaftierten Palästinensern gefordert. Dieser Ansatz wurde von Meinhof übernommen.
1977 erschien das 600-seitige Buch Texte: der RAF, eine Zusammenstellung aus Schriften, Selbstbezichtigungsschreiben und Prozesserklärungen.

### „Guerilla, Widerstand und antiimperialistische Front“ – Mai 1982
Im Mai 1982 tauchte eine zwanzigseitige Grundsatzschrift mit dem Titel Guerilla, Widerstand und antiimperialistische Front, auch „Mai-Papier“ genannt, auf, später wurde es von der tageszeitung abgedruckt. Dies war die erste Grundsatzschrift nach zehn Jahren und die letzte überhaupt. Unklar ist, wer den Text verfasst hat.
Die Gruppe behauptet darin von sich, „durch die Wirkung, die die Konfrontation entwickelt hat, stärker als vorher hervorgekommen“ zu sein. Es werden Fehler in den Aktionen des Jahres 1977 eingeräumt und eine neue Formel entworfen, die lautete „Guerilla und Widerstand. Eine Front.“ Die Autoren entwerfen das Bild einer noch zu organisierenden „antiimperialistischen Front“ in Westeuropa, die eng bei „koordinierten militanten Projekten“ zusammenarbeitet. Die RAF behauptet, dass es weltweit eine „Einheit der imperialistischen Reaktion“ gebe. Es heißt weiterhin: „Die Entwicklung in Westeuropa ist zu einem Angelpunkt in der weltweiten Auseinandersetzung geworden.“ Die Schrift ist voller militärischer Ausdrücke wie Front, Offensive und Mobilisierung.
Die RAF versuchte mit dieser Schrift, neue Anhänger zu gewinnen. Vor allem die Autonomen werden zur Zusammenarbeit aufgefordert. Das Kapitel Widerstand des Mai-Papiers spricht direkt die Hausbesetzerszene in Frankfurt, Hamburg und Berlin an und fordert diese zu größeren Aktionen auf. Eine Gruppe von zwanzig Vorkämpfern allein könne keine revolutionäre Situation herstellen und sei auf Unterstützung aus dem sogenannten Widerstand angewiesen. Die Schrift kündigt die Zusammenarbeit mit anderen westeuropäischen Terrorgruppen, wie der Action Directe in Frankreich, den Brigate Rosse in Italien oder den Cellules Communistes Combattantes in Belgien an.
Die auch Widerstandspapier genannte Schrift fand keinen Anklang in der linken Szene und sorgte im Gegenteil für Ablehnung. Das Papier enthält Sätze wie

„wenn der Kampf der Guerilla die eigene Sache ist, kann die Verwirklichung davon nur sein, sich selbst – auf welcher Ebene auch immer politisch und praktisch in den Zusammenhang der Strategie der Guerilla stellen.“

und wurde auch von Linken als schwerfällig und inhaltslos verurteilt. Die taz schrieb in ihrem Kommentar, das Papier vertusche „wortgewaltig die eigene Perspektivlosigkeit.“ Die linke Zeitung verwehrte sich mit Nachdruck gegen „die Bevormundung durch ein paar Polit-Intellektuelle, die sich besonders revolutionär vorkommen, weil sie ein Maschinengewehr im Schrank haben. RAF – verpißt euch!“
Für die Zeit nach 1982 bis zur Auflösung 1998 gibt es aus der dritten Generation keine programmatischen Grundsatzschriften mehr, sondern nur noch Bekenner- und Rechtfertigungsschreiben zu konkreten Taten und Konflikten.

## Filme
- 1978: Deutschland im Herbst (D), verschiedene Kurzfilme und -Reportagen von elf Regisseuren, Regie: Rainer Werner Fassbinder, Volker Schlöndorff, Alexander Kluge, Edgar Reitz u. a.
- 1979: Die dritte Generation (D), Groteske, Regie: Rainer Werner Fassbinder
- 1981: Die bleierne Zeit (D), Spielfilm, Regie: Margarethe von Trotta
- 1986: Stammheim (D), Doku-Drama, Regie: Reinhard Hauff, Drehbuch: Stefan Aust
- 1986: Die Reise (D), Spielfilm, Regie: Markus Imhoof
- 1992: Der Herbst der Terroristen (D), Spiegel TV-Doku, Regie: Stefan Aust
- 1992: Die Terroristen! (D), Spielfilm, Regie: Philip Gröning
- 1997: Todesspiel (D), Doku-Drama, Regie: Heinrich Breloer
- 1997: Im Fadenkreuz – Deutschland & die RAF (D), fünf Dokumentarfilme von verschiedenen Regisseuren
- 2000: Die innere Sicherheit (D), Spielfilm, Regie: Christian Petzold
- 2000: Die Stille nach dem Schuss (D), Spielfilm, Regie: Volker Schlöndorff
- 2000: Das Phantom (D), Spielfilm, Regie: Dennis Gansel
- 2001: Black Box BRD (D), Dokumentarfilm, Regie: Andres Veiel
- 2002: Baader-Meinhof: In Love with Terror (Großbritannien), Dokumentarfilm, Regie: Ben Lewis
- 2002: Baader (D), Spielfilm, Regie: Christopher Roth
- 2003: Starbuck Holger Meins (D), Dokumentarfilm, Regie: Gerd Conradt
- 2003: Stockholm 75 (SWE), Dokumentarfilm, Regie: David Aronowitsch
- 2003: Andreas Baader – Der Staatsfeind (D), Dokumentarfilm, Regie: Klaus Stern
- 2005: Ein deutscher Terrorist (NL), Dokumentarfilm, über den Ex-Terroristen Hans-Joachim Klein
- 2005: Folter in Stammheim? Die Propaganda der RAF (D), Dokumentation, Regie: Annette Baumeister und Florian Hartung.
- 2006: Ulrike Meinhof – Wege in den Terror (D), Dokumentarfilm, Porträt über Ulrike Meinhof
- 2007: Die RAF (D), zweiteiliger Dokumentarfilm, Der Krieg der Bürgerkinder und Der Herbst des Terrors von Stefan Aust und Helmar Büchel
- 2008: Der Baader Meinhof Komplex (D), Spielfilm, Regie: Uli Edel
- 2008: Mogadischu (D), Spielfilm, Regie: Roland Suso Richter
- 2008: Mogadischu – Die Dokumentation (D), Dokumentarfilm
- 2008: Schattenwelt (D), Spielfilm, Regie: Connie Walther
- 2009: Die Anwälte – Eine deutsche Geschichte (D), Dokumentarfilm, Regie: Birgit Schulz
- 2010: Andreas Baader: Der Staatsfeind (D), Dokumentation, Regie: Klaus Stern
- 2011: Wer wenn nicht wir (D), Spielfilm, Regie: Andres Veiel
- 2011: In den besten Jahren (D), Spielfilm, Regie: Hartmut Schoen
- 2012: Das Wochenende (D), Spielfilm, Regie: Nina Grosse, Verfilmung von Bernhard Schlinks gleichnamigem Roman
- 2014: Die Geschichte der RAF (D), Dokumentation (Teil 1: Die Brandstifter – Die Gründung der RAF, Teil 2: Die Jagd auf die „Baader-Meinhof-Bande“, Teil 3: Der Knast, der Prozess und die Sympathisanten, Teil 4: Der deutsche Herbst – das Jahr 1977, Teil 5: Die zweite Generation und die Stasi, Teil 6: Die Dritte Generation und das Ende der RAF), Regie: Bernd Reufels und Anne Kauth[104][105]
- 2015: Une Jeunesse Allemande – Eine deutsche Jugend (F), Dokumentarfilm (93 Min.), Regie: Jean-Gabriel Périot[106]
- 2018: Der Mordanschlag (D), Fernsehzweiteiler, Regie: Miguel Alexandre
- 2025: Stammheim – Zeit des Terrors (D), dokumentarischer Fernsehfilm, Regie: Niki Stein, Muriel Amstalden

## Sammlungen von Schriften der RAF
- Pieter Bakker Schut: Das Info. Briefe der Gefangenen aus der RAF 1973–1977. Dokumente (Stammheim). Neuer Malik Verlag, Kiel 1987, ISBN 3-89029-019-1.
- Martin Hoffmann (Hrsg.) Rote Armee Fraktion. Texte und Materialien zur Geschichte der RAF. ID-Verlag, Berlin 1997, ISBN 3-89408-065-5 (PDF; 1,5 MB) (online).
- ID-Archiv im IISG (Hrsg.): „wir haben mehr fragen als antworten“. RAF. diskussionen 1992–1994. Edition ID-Archiv, Berlin und Amsterdam 1995, ISBN 3-89408-044-2 (PDF).
- Internationales Komitee zur Verteidigung politischer Gefangener in Westeuropa (ivk) – Sektion BRD, Stuttgart (Hrsg.): texte: der RAF. Verlag Bo Cavefors, Lund 1977, ISBN 91-504-0685-X.
- Christiane Schneider (Hrsg.): Ausgewählte Dokumente der Zeitgeschichte: Bundesrepublik Deutschland (BRD) – Rote Armee Fraktion (RAF). Verlagsgesellschaft Politische Berichte, Köln 1987, ISBN 3-926922-00-1 (online).

### Bibliografien
- Uwe Backes, Eckhard Jesse: Totalitarismus – Extremismus – Terrorismus. Ein Literaturführer und Wegweiser zur Extremismusforschung in der Bundesrepublik Deutschland (= Analysen. Band 38). 2. Auflage, Leske + Budrich, Opladen 1985, ISBN 3-8100-0437-5.
- Peter Hein: Stadtguerilla und bewaffneter Kampf in der BRD und Westberlin. Eine Bibliographie. Edition ID-Archiv im IISG, Amsterdam 1989, ISBN 3-89408-102-3. (PDF)
- Peter Hein: Stadtguerilla und bewaffneter Kampf in der BRD. Ergänzungsband zur Bibliographie. Edition ID-Archiv, Berlin/Amsterdam 1993, ISBN 3-89408-103-3.
- Auswahlbibliographie: Diskussionsbeiträge zur Politik der RAF und der politischen Gefangenen seit April 1992. In: ID-Archiv im Internationalen Institut für Sozialgeschichte/Amsterdam (Hrsg.): „wir haben mehr fragen als antworten“. RAF. diskussionen 1992–1994. Edition ID-Archiv, Berlin/Amsterdam 1995, ISBN 3-89408-044-2, S. 367–383.
- Burkhard von Schassen, Christof Kalden: Terrorismus. Eine Auswahlbibliographie (= Schriften der Bibliothek für Zeitgeschichte. Weltkriegsbücherei Stuttgart. Neue Folge der Bibliographien der Weltkriegsbücherei. Band 27). Bernard & Graefe, Koblenz 1989, ISBN 3-7637-0232-6.

### Umfassende Darstellungen
- Stefan Aust: Der Baader-Meinhof-Komplex. Piper, München 2020, ISBN 978-3-492-23628-7.
- Nicole Colin, Beatrice de Graaf, Jacco Pekelder, Joachim Umlauf (Hrsg.): Der „Deutsche Herbst“ und die RAF in Politik, Medien und Kunst. Nationale und internationale Perspektiven. Transcript, Bielefeld 2008, ISBN 978-3-89942-963-3.
- Haus der Geschichte Baden-Württemberg (Hrsg.): RAF. Terror im Südwesten. Ausstellungskatalog. Stuttgart 2013, ISBN 978-3-933726-45-2.
- Gerd Koenen: Das rote Jahrzehnt. Unsere kleine deutsche Kulturrevolution 1967–1977. Kiepenheuer & Witsch, Köln 2001, ISBN 3-462-02985-1.
- Wolfgang Kraushaar (Hrsg.): Die RAF und der linke Terrorismus. 2 Bände. Edition Hamburg, Hamburg 2006, ISBN 3-936096-65-1 (Rezension).
- Wolfgang Kraushaar: Die blinden Flecken der RAF. Klett-Cotta, Stuttgart 2017, ISBN 978-3-608-98140-7.
- Butz Peters: Tödlicher Irrtum. Die Geschichte der RAF. Argon, Berlin 2004, ISBN 3-87024-673-1.
- Klaus Pflieger: Die Rote Armee Fraktion – RAF. 14.5.1970 bis 20.4.1998. Nomos Verlagsgesellschaft, Baden-Baden 2011, ISBN 978-3-8329-5582-3.
- Michael Sontheimer: Natürlich kann geschossen werden. Eine kurze Geschichte der Roten Armee Fraktion. Deutsche Verlagsanstalt, München 2010, ISBN 978-3-421-04470-9.
- Ulf G. Stuberger: Die Akte RAF – Taten und Motive. Täter und Opfer. Herbig, München 2008, ISBN 978-3-7766-2554-7.
- Petra Terhoeven: Die Rote Armee Fraktion. Eine Geschichte terroristischer Gewalt. C. H. Beck, München 2017, ISBN 978-3-406-71235-7.
- Willi Winkler: Die Geschichte der RAF. Rowohlt, Berlin 2005, ISBN 3-87134-510-5 (Rezension).

### Zu Einzelaspekten
- Robert Wolff: Folter und Mord an den „Helden des Volkes“ in bundesdeutschen Justizvollzugsanstalten? Das konspirationistische Weltbild der Roten Armee Fraktion, 1970–1977, in: Johannes Kuber, Michael Butter, Ute Caumanns, Bernd-Stefan Grewe, Johannes Großmann (Hrsg.): Von Hinterzimmern und geheimen Machenschaften. Verschwörungstheorien in Geschichte und Gegenwart (Im Dialog. Beiträge aus der Akademie der Diözese Rottenburg-Stuttgart, 3/2020), S. 121–138.
- Fabian Bennewitz: „Rotkohlfresser“ und „Leninisten mit Knarre“. Die Kommunikationsstrategie der RAF und die Entfremdung von der Linken Szene. In: Arbeit – Bewegung – Geschichte, Heft III/2018, S. 108–129.
- Butz Peters: 1977. RAF gegen Bundesrepublik. Droemer, München 2017, ISBN 978-3-426-27678-5.
- Julia Albrecht, Corinna Ponto: Patentöchter: Im Schatten der RAF – ein Dialog. Kiepenheuer & Witsch, Köln 2011, ISBN 978-3-462-04277-1 (Rezension).
- Martin Kowalski: „Aber ich will etwas getan haben dagegen!“ Die RAF als postfaschistisches Phänomen. Vergangenheitsverlag, Berlin 2010, ISBN 978-3-940621-20-7. (Rezension)
- Johannes Hürter: Rekruten für die „Stadtguerilla“. Die Suche der RAF nach einer personellen Basis. In: Rüdiger Bergien, Ralf Pröve (Hrsg.): Spießer, Patrioten, Revolutionäre. Militärische Mobilisierung und gesellschaftliche Ordnung in der Neuzeit. Göttingen 2010, ISBN 978-3-89971-723-5, S. 305–322.
- Gisela Diewald-Kerkmann: Frauen, Terrorismus und Justiz. Prozesse gegen weibliche Mitglieder der RAF und der Bewegung 2. Juni. Droste, Düsseldorf 2009, ISBN 978-3-7700-1627-3.
- Katrin Hentschel, Traute Hentsch (Hrsg.): Terroristinnen – Bagdad ’77. Die Frauen in der RAF. Edition Der Freitag, Berlin 2009, ISBN 978-3-936252-18-7.
- Gisela Diewald-Kerkmann: Die Rote Armee Fraktion im Original-Ton. Die Tonbandmitschnitte vom Stuttgarter Stammheim-Prozess. In: Zeithistorische Forschungen. Band 5, 2008, S. 299–312.
- Andreas Elter: Propaganda der Tat: Die RAF und die Medien. Suhrkamp, Frankfurt am Main 2008, ISBN 978-3-518-12514-4.
- Hanno Balz: Von Terroristen, Sympathisanten und dem starken Staat: Die öffentliche Debatte über die RAF in den 70er Jahren. Campus, Frankfurt am Main 2008, ISBN 978-3-593-38723-9.
- Susanne Kailitz: Von den Worten zu den Waffen? Frankfurter Schule, Studentenbewegung, RAF und die Gewaltfrage. VS Verlag für Sozialwissenschaften, Wiesbaden 2007, ISBN 978-3-531-14560-0.
- Thomas Hecken: Avantgarde und Terrorismus. Transcript, Bielefeld 2006, ISBN 3-89942-500-6.
- Klaus Weinhauer, Jörg Requate, Heinz-Gerhard Haupt (Hrsg.): Terrorismus in der Bundesrepublik: Medien, Staat und Subkulturen in den 1970er Jahren. Campus, Frankfurt am Main 2006, ISBN 3-593-38037-4.
- Wolfgang Kraushaar: Zwischen Popkultur, Politik und Zeitgeschichte. Von der Schwierigkeit, die RAF zu historisieren. In: Zeithistorische Forschungen. Band 1, 2004, S. 262–270.
- Jeremy Varon: Bringing the War Home: The Weather Underground, the Red Army Faction, and Revolutionary Violence in the Sixties and Seventies. University of California Press, Berkeley 2004, ISBN 0-520-93095-9.
- Alexander Straßner: Die dritte Generation der RAF. Entstehung, Struktur, Funktionslogik und Zerfall einer terroristischen Organisation. Westdeutscher Verlag, Wiesbaden 2003, ISBN 3-531-14114-7.
- Thomas Hoeps: Arbeit am Widerspruch. ‚Terrorismus‘ in deutschen Romanen und Erzählungen (1837–1992). Thelem, Dresden 2001, ISBN 3-933592-24-0 (Zugl. Dissertation, Universität Dresden 2000).
- Tobias Wunschik: Baader-Meinhofs Kinder. Die zweite Generation der RAF. Westdeutscher Verlag, Opladen 1997, ISBN 3-531-13088-9.
- Uta Demes: Die Binnenstruktur der RAF. Divergenz zwischen postulierter und tatsächlicher Gruppenrealität. Waxmann, Münster/New York/München/Berlin 1994, ISBN 3-89325-248-7.
- Angriff auf das Herz des Staates. Soziale Entwicklung und Terrorismus. Analysen von Henner Hess, Martin Moerings, Dieter Paas, Sebastian Scheerer und Heinz Steinert. 2 Bände. Suhrkamp, Frankfurt am Main 1988, ISBN 3-518-11490-5 und ISBN 3-518-11491-3.
- Hans-Joachim Müller-Borchert: Guerilla im Industriestaat. Ziele, Ansatzpunkte und Erfolgsaussichten. Hoffmann und Campe, Hamburg 1973, ISBN 3-455-09094-X.